# 洲本市

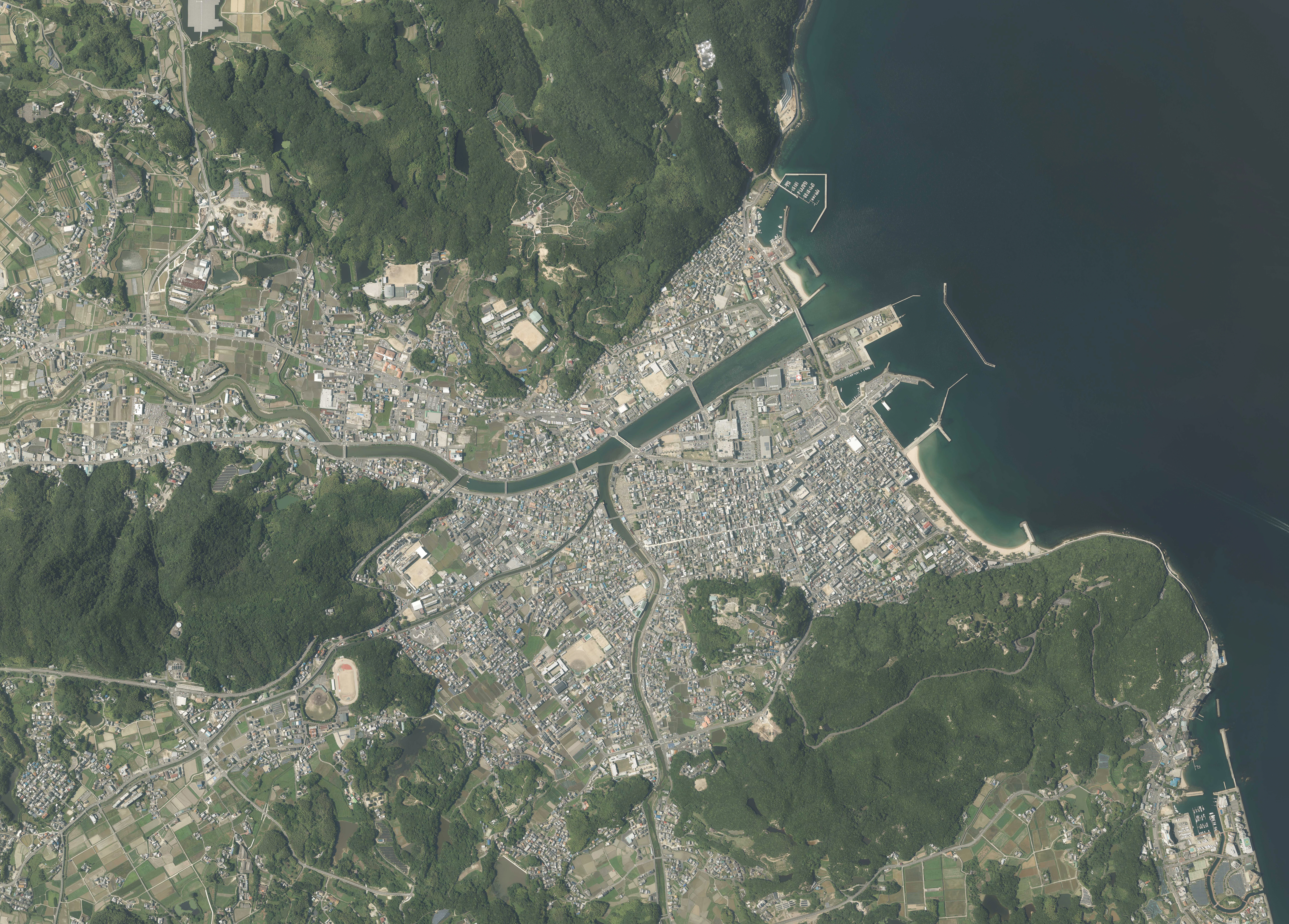
洲本市中心部周辺の空中写真。2020年6月16日撮影の6枚を合成作成。。

洲本市（すもとし）は、兵庫県南部、淡路島中部を西から南東に貫く市。淡路県民局管轄区域。
淡路市、南あわじ市と、また紀淡海峡を隔てて和歌山県和歌山市と接する市である。

## 地理

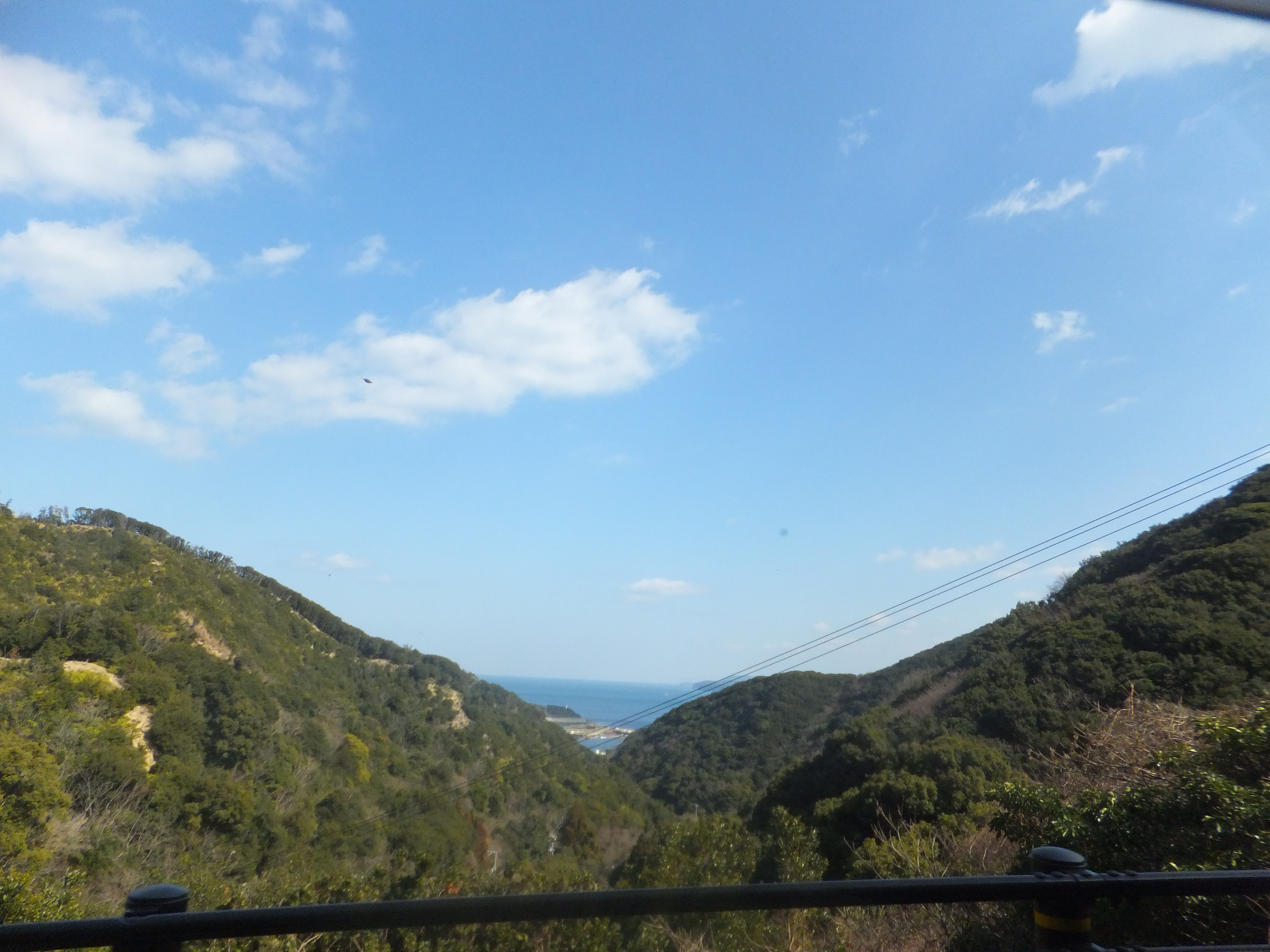
由良町由良から臨む大阪湾

瀬戸内海の東域に浮かぶ淡路島の中央部に位置し、淡路島内では行政上の中心地であり、大阪湾、紀淡海峡、紀伊水道、播磨灘に面し、神戸・大阪まで約60-70kmの距離にある。関西地方や四国地方の他、全国からの観光客も多い。また、瀬戸内海式気候に属し、温暖で暮らしやすい気候である。
市域の中心部を洲本川が大阪湾に流れ込み、下流域には城下町を基盤とする中心市街地が形成されている。大浜海岸、三熊山、成ヶ島（淡路橋立）などは瀬戸内海国立公園の指定地域であり、景勝地は数多くある。

### 人口
（統計には旧五色町の人口を含む）
五色町との新設合併前は人口が4万人を割り込んでいたが、新設合併後には5万1000人、現在は約4万人ほどである。
平成22年国勢調査より前回調査からの人口増減をみると、5.51%減の47,271人であり、増減率は県下41市町村中34位、49行政区域中42位。
| |                                        |  |
| 洲本市と全国の年齢別人口分布（2005年） | 洲本市の年齢・男女別人口分布（2005年） |  |
| ■紫色 ― 洲本市 ■緑色 ― 日本全国 | ■青色 ― 男性 ■赤色 ― 女性              |  |
| 洲本市（に相当する地域）の人口の推移 \| 1970年（昭和45年） \| 56,171人 \| \| \| 1975年（昭和50年） \| 55,022人 \| \| \| 1980年（昭和55年） \| 54,826人 \| \| \| 1985年（昭和60年） \| 55,048人 \| \| \| 1990年（平成2年） \| 54,049人 \| \| \| 1995年（平成7年） \| 52,839人 \| \| \| 2000年（平成12年） \| 52,248人 \| \| \| 2005年（平成17年） \| 50,030人 \| \| \| 2010年（平成22年） \| 47,254人 \| \| \| 2015年（平成27年） \| 44,258人 \| \| \| 2020年（令和2年） \| 41,236人 \| \| |                                        |  |
| 総務省統計局 国勢調査より |                                        |  |
| 1970年（昭和45年） | 56,171人                               |  |
| 1975年（昭和50年） | 55,022人                               |  |
| 1980年（昭和55年） | 54,826人                               |  |
| 1985年（昭和60年） | 55,048人                               |  |
| 1990年（平成2年） | 54,049人                               |  |
| 1995年（平成7年） | 52,839人                               |  |
| 2000年（平成12年） | 52,248人                               |  |
| 2005年（平成17年） | 50,030人                               |  |
| 2010年（平成22年） | 47,254人                               |  |
| 2015年（平成27年） | 44,258人                               |  |
| 2020年（令和2年） | 41,236人                               |  |

### 気象
2017年（平成29年）11月30日に洲本特別地域気象観測所が洲本城武者溜（洲本市小路谷1272-2、標高109m）から城戸アグリ公園（洲本市木戸847、標高69m）へ移設された。移設後5年が経過したことから、2023年（令和5年）5月17日より平年値が旧平年値（1991年 - 2020年）から新平年値に更新された。
| 洲本特別地域気象観測所（洲本市木戸、標高69m）の気候     | 洲本特別地域気象観測所（洲本市木戸、標高69m）の気候 | 洲本特別地域気象観測所（洲本市木戸、標高69m）の気候 | 洲本特別地域気象観測所（洲本市木戸、標高69m）の気候 | 洲本特別地域気象観測所（洲本市木戸、標高69m）の気候 | 洲本特別地域気象観測所（洲本市木戸、標高69m）の気候 | 洲本特別地域気象観測所（洲本市木戸、標高69m）の気候 | 洲本特別地域気象観測所（洲本市木戸、標高69m）の気候 | 洲本特別地域気象観測所（洲本市木戸、標高69m）の気候 | 洲本特別地域気象観測所（洲本市木戸、標高69m）の気候 | 洲本特別地域気象観測所（洲本市木戸、標高69m）の気候 | 洲本特別地域気象観測所（洲本市木戸、標高69m）の気候 | 洲本特別地域気象観測所（洲本市木戸、標高69m）の気候 | 洲本特別地域気象観測所（洲本市木戸、標高69m）の気候 |
| 月                                                      | 1月                                                 | 2月                                                 | 3月                                                 | 4月                                                 | 5月                                                 | 6月                                                 | 7月                                                 | 8月                                                 | 9月                                                 | 10月                                                | 11月                                                | 12月                                                | 年                                                  |
| ------------------------------------------------------- | --------------------------------------------------- | --------------------------------------------------- | --------------------------------------------------- | --------------------------------------------------- | --------------------------------------------------- | --------------------------------------------------- | --------------------------------------------------- | --------------------------------------------------- | --------------------------------------------------- | --------------------------------------------------- | --------------------------------------------------- | --------------------------------------------------- | --------------------------------------------------- |
| 最高気温記録 °C （°F）                                  | 19.5 (67.1)                                         | 22.2 (72)                                           | 24.4 (75.9)                                         | 28.3 (82.9)                                         | 32.2 (90)                                           | 34.5 (94.1)                                         | 37.3 (99.1)                                         | 38.0 (100.4)                                        | 36.2 (97.2)                                         | 31.0 (87.8)                                         | 26.5 (79.7)                                         | 21.8 (71.2)                                         | 38.0 (100.4)                                        |
| 平均最高気温 °C （°F）                                  | 9.7 (49.5)                                          | 10.6 (51.1)                                         | 14.3 (57.7)                                         | 19.5 (67.1)                                         | 24.2 (75.6)                                         | 26.4 (79.5)                                         | 30.6 (87.1)                                         | 32.3 (90.1)                                         | 28.2 (82.8)                                         | 22.9 (73.2)                                         | 16.9 (62.4)                                         | 12.3 (54.1)                                         | 20.7 (69.3)                                         |
| 日平均気温 °C （°F）                                    | 5.5 (41.9)                                          | 5.8 (42.4)                                          | 9.2 (48.6)                                          | 14.2 (57.6)                                         | 19.0 (66.2)                                         | 22.4 (72.3)                                         | 26.6 (79.9)                                         | 27.7 (81.9)                                         | 23.9 (75)                                           | 18.3 (64.9)                                         | 12.8 (55)                                           | 8.1 (46.6)                                          | 16.1 (61)                                           |
| 平均最低気温 °C （°F）                                  | 1.7 (35.1)                                          | 1.7 (35.1)                                          | 4.3 (39.7)                                          | 9.2 (48.6)                                          | 14.2 (57.6)                                         | 18.8 (65.8)                                         | 23.4 (74.1)                                         | 24.3 (75.7)                                         | 20.5 (68.9)                                         | 14.6 (58.3)                                         | 9.0 (48.2)                                          | 4.4 (39.9)                                          | 12.2 (54)                                           |
| 最低気温記録 °C （°F）                                  | −5.2 (22.6)                                         | −6.1 (21)                                           | −4.0 (24.8)                                         | 0.1 (32.2)                                          | 5.5 (41.9)                                          | 9.5 (49.1)                                          | 15.5 (59.9)                                         | 16.9 (62.4)                                         | 12.1 (53.8)                                         | 5.8 (42.4)                                          | 0.7 (33.3)                                          | −3.0 (26.6)                                         | −6.1 (21)                                           |
| 降水量 mm （inch）                                      | 48.2 (1.898)                                        | 67.1 (2.642)                                        | 109.0 (4.291)                                       | 117.5 (4.626)                                       | 145.0 (5.709)                                       | 198.2 (7.803)                                       | 182.2 (7.173)                                       | 117.0 (4.606)                                       | 223.6 (8.803)                                       | 185.6 (7.307)                                       | 91.5 (3.602)                                        | 75.1 (2.957)                                        | 1,559.9 (61.413)                                    |
| 平均降水日数 （≥0.5 mm）                                | 7.5                                                 | 7.8                                                 | 10.7                                                | 10.5                                                | 10.4                                                | 12.7                                                | 10.8                                                | 7.3                                                 | 10.9                                                | 9.8                                                 | 7.7                                                 | 7.9                                                 | 114.1                                               |
| % 湿度                                                  | 69                                                  | 68                                                  | 65                                                  | 67                                                  | 71                                                  | 78                                                  | 76                                                  | 80                                                  | 82                                                  | 76                                                  | 72                                                  | 70                                                  | 73                                                  |
| 平均月間日照時間                                        | 125.0                                               | 142.5                                               | 186.4                                               | 199.6                                               | 207.0                                               | 151.5                                               | 189.9                                               | 221.8                                               | 156.6                                               | 153.4                                               | 135.2                                               | 125.7                                               | 1,994.5                                             |
| 出典：気象庁 (平均値：1991年-2020年、極値：1919年-現在) |                                                     |                                                     |                                                     |                                                     |                                                     |                                                     |                                                     |                                                     |                                                     |                                                     |                                                     |                                                     |                                                     |

### 隣接している自治体
南あわじ市への通勤・通学率は12.2%、淡路市への通勤・通学率は9.7%、神戸市への通勤・通学率は1.9%である（令和2年国勢調査）。
- 淡路市
- 南あわじ市
- 和歌山県和歌山市（海上で隣接）

## 歴史

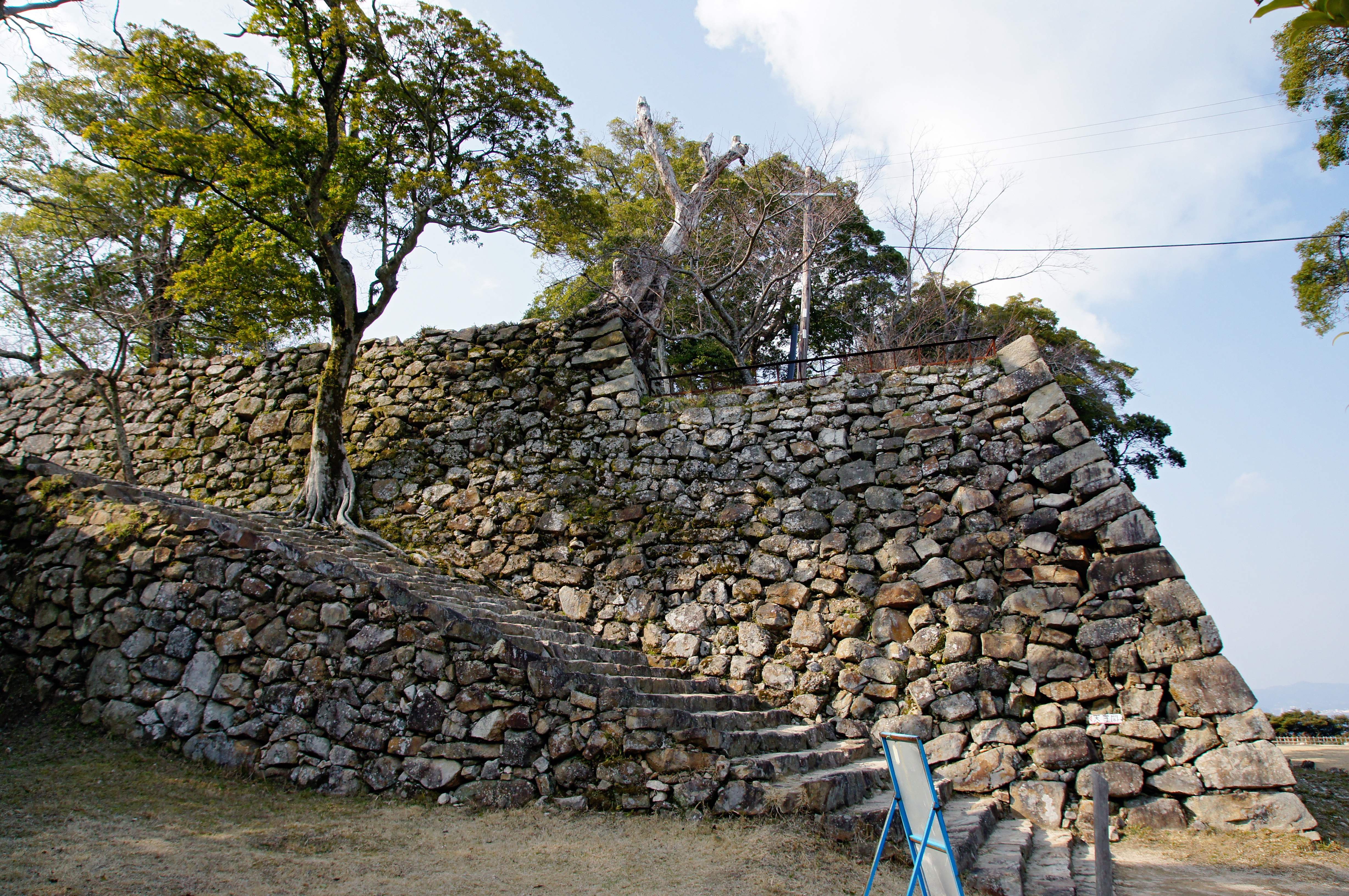
洲本城の本丸大石垣

- 永正年間（1500年ごろ） 紀州熊野水軍の安宅（あたぎ）氏が洲本城を築城し始める。
- 1581年（天正9年） 羽柴秀吉の淡路追討により安宅氏滅亡。
- 1582年（天正10年） 仙石秀久が居城し洲本城を修築。
- 1585年（天正13年） 仙石秀久が高松城主になり、脇坂安治が洲本城に居城し、洲本城の本格的な修築を開始。
- 1610年（慶長15年） 池田輝政の三男忠雄が淡路国の領主となり、洲本城は廃城、由良成山城に居城する。
- 1615年（慶長20年） 池田忠雄が岡山に移り、淡路国が徳島藩主蜂須賀氏の領地となる。筆頭家老の稲田氏一族が由良城代として居城する。
- 1631年（寛永8年） - 1635年（寛永12年） 由良の地が狭く城下の経営も出来ないことを理由に城下町ごと洲本城に移転する（いわゆる「由良引け」）。以後洲本が淡路の中心となる。
- 1870年（明治3年）5月13日 庚午事変（稲田騒動）により、稲田邦植以下家臣全員に北海道静内郡と色丹島への開拓移住を命じられる。
- 1871年（明治4年）5月 津名郡43ヶ村浦は徳島藩から兵庫県に移管。
- 1871年（明治4年）7月14日 廃藩置県
- 1871年（明治4年）11月15日 淡路全島が名東県に編入される。
- 1871年（明治4年）11月20日 太政官布告により津名郡が兵庫県に編入される。
- 1876年（明治9年）8月21日 淡路全島が兵庫県に編入。
- 1899年（明治33年）1月 - 現在の市章となる町章を制定する。[4]
- 1902年（明治35年） - 1904年（明治37年） 付替工事により洲本川が現在の位置となる。
- 1940年（昭和15年）2月11日 - 市制施行（兵庫県6番目。飾磨市と同日）
- 1950年（昭和25年）3月30日 - 翌日にかけて昭和天皇が市内に行幸（昭和天皇の戦後巡幸）[5]。三熊市民グラウンドに洲本市奉迎場を設けて天皇を迎えた[6]。
- 1965年（昭和40年）9月16日 - 集中豪雨により洲本川などが氾濫。同日中に7000戸以上が浸水[7]。
- 1966年（昭和41年）9月1日 - 第一次住居表示実施（潮・物部・加茂地区の一部）[8][9]
- 1966年（昭和41年）10月1日-淡路交通鉄道線が全廃。
- 1967年（昭和42年）7月1日 - 第二次住居表示実施（物部地区の一部）[8][10]
- 1968年（昭和43年）5月1日 - 第三次住居表示実施（由良町由良の一部）[8][11]
- 1970年（昭和45年）7月1日 - 第四次住居表示実施（内町・外町地区）[8][12][13]
- 1994年（平成6年）「洲本市新都心ゾーン」構想スタート。洲本市民広場整備。
- 2003年（平成15年）構造改革特別区域として「ITベンチャー育成特区」に認定される。
- 2005年（平成17年）法改正に伴い、「ITベンチャー育成特区」が解消される。
- 2006年（平成18年）2月11日 津名郡五色町と新設合併し、新たに洲本市が発足。この結果、淡路島から「郡」が消滅した。市旗・市章は変更しなかった。[14][15]
- 2012年（平成24年）10月1日 淡路島地域における定住自立圏構想の策定に向け中心地宣言をする。[16]
- 2022年（令和4年）5月 - ふるさと納税制度から除外される。市が返礼品調達率を3割以下とする基準に違反したため[17]。

### 行政区域の変遷
- 1872年（明治5年）6月 - 三原郡が名東県第十一大区となり、第一小区（現在の加茂地区、金屋、宇原、大野）、第二小区（現在の納・鮎屋地区）、第三小区（現在の堺地区）、津名郡が名東県第十二大区となり、第一小区（現在の内町・外町・潮・物部・小路谷・千草の各地区）、第二小区（同由良・上灘地区）、第三小区（同中川原地区と安乎町古宮、安乎町中田）、第四小区（安乎町平安浦、安乎町北谷、安乎町山田原、安乎町宮野原）となる[18]。
- 1876年（明治9年）8月21日 - 淡路全島が兵庫県に編入され、第十二大区は兵庫県淡路国第二大区となる[19]。
- 1879年（明治12年） - 津名郡・三原郡役所を洲本に置く[20]。
- 1879年（明治12年）5月13日 - 以下の通り合併・改称する[21]
  - 洲本上大工町、洲本下大工町 → 洲本大工町
  - 洲本鍛冶屋町、洲本新町、洲本中町 → 洲本幸町
  - 津田八幡宮前通、津田中屋敷 → 洲本山下町
  - 津田新蔵町通 → 洲本汐見町
  - 津田百姓町 → 洲本常磐町
  - 津田上築屋敷、津田下築屋敷 → 洲本築地町
  - 津田寺町、津田八軒家 → 洲本川傍町
  - 津田下屋敷 → 洲本下屋敷町
- 1879年（明治12年）月日不詳 - 上物部村と下物部村が合併して物部村になる[21]。
- 時期不詳 - 以下の通り合併・改称する[21]。
  - 洲本一丁、洲本二丁、洲本三丁、洲本四丁 → 洲本内通町
  - 洲本五丁、洲本六丁、洲本七丁、津田八丁 → 洲本外通町
  - 洲本上水筒町、洲本下水筒町 → 洲本水筒町
  - 津田元地 → 洲本船場町
  - 津田溝 → 洲本上清水町
  - 津田下 → 洲本下清水町
- 1884年（明治17年）7月1日 - 戸長役場管轄区域が拡大される[22]。
  - 洲本内通町外十七ヶ町戸長役場（町村制施行時の洲本町の区域）
  - 由良浦戸長役場（現在の由良地区）
  - 上灘村戸長役場（現在の上灘地区）
  - 物部村外二ヶ村戸長役場（現在の潮・物部地区、小路谷）
  - 築狭村戸長役場（現在の千草）
  - 細石村戸長役場（現在の中川原地区）
  - 塩田村外三ヶ浦村戸長役場（現在の安乎地区、淡路市塩田）
  - 都志村外一ヶ村戸長役場（現在の都志地区）
  - 河上村外三ヶ村戸長役場（現在の鮎原地区）
  - 広石村外二ヶ浦村戸長役場（現在の広石・鳥飼地区）
  - 内膳村外一ヶ村戸長役場（現在の加茂地区）
  - 大野村外一ヶ村戸長役場（現在の大野地区）
  - 広田村外三ヶ村戸長役場（町村制施行時の広田村の区域）
  - 堺村戸長役場（現在の堺地区）
- 1889年（明治22年）4月1日 - 町村制の施行により、津名郡洲本城下（洲本山下町・洲本馬場町・洲本汐見町・洲本内通町・洲本細工町・洲本漁師町・洲本大工町・洲本船場町・洲本水筒町・洲本外通町・洲本幸町・洲本常盤町・洲本築地町・洲本川傍町・洲本上清水町・洲本下清水町・洲本紺屋町・洲本下屋敷町）の区域をもって洲本町が発足。
- 1909年（明治42年）1月1日 - 津名郡物部村・潮村と合併し、改めて洲本町が発足。
- 1916年（大正5年）6月1日 - 津名郡千草村の一部（大字小路谷）を編入。
- 1918年（大正7年）4月1日 - 津名郡千草村を編入。
- 1933年（昭和8年）4月1日 - 三原郡大野村・加茂村を編入。
- 1940年（昭和15年）2月11日 - 市制施行して洲本市となる。
- 1947年（昭和22年）1月20日 - 津名郡上灘村を編入。
- 1955年（昭和30年）3月31日 - 津名郡由良町・安乎村・中川原村を編入。
- 1957年（昭和32年）7月5日 - 三原郡広田村の一部（大字納組・中条鮎屋組）を編入。
- 2006年（平成18年）2月11日 - 津名郡五色町と合併し、改めて洲本市が発足。

## 行政

### 市長
- 上崎勝規（元洲本市副市長）[23]
  - 任期: 2022年3月19日 - 現職（1期目）

#### 歴代市（町）長
出典：

##### 洲本町長
- 山口逸郎（1889年6月13日 - 1889年11月22日）
- 奥野小四郎（1890年1月9日 - 1893年2月27日）
- 岩田康郎（1893年6月29日 - 1904年8月10日）
- 塩浜茂兵衛（1904年9月5日 - 1908年12月31日）
- 佐野助作（1909年3月17日 - 1910年9月21日）
- 藤木主一郎（1911年12月14日 - 1915年12月13日）
- 山本文雄（1915年12月23日 - 1926年6月19日）
- 森重毅（1926年6月28日 - 1930年6月27日）
- 松下増平（1930年9月15日 - 1930年9月20日）
- 白川久雄（1931年1月28日 - 1937年7月15日）
- 衣笠雄三（1937年7月19日 - 1940年2月10日）

##### 洲本市長
- 中村力松　（1940年11月4日 - 1946年11月14日）
- 白川修 （1947年4月8日 - 1959年4月29日）
- 野口愛次郎 （1959年4月30日 - 1960年8月10日（リコールにより失職））
- 山本安郎 （1960年9月4日 - 1972年9月3日、元学校長）
- 佐野豊 （1972年9月4日 - 1984年9月3日、元兵庫県職員）
- 谷安司 （1984年9月4日 - 1992年9月3日、元国税庁官僚）
- 中川啓一 （1992年9月4日 - 2004年9月3日、元会社社長）
- 柳実郎（2004年9月4日 - 2006年2月10日、2006年3月19日 - 2010年3月18日、元学校法人理事長）
  - 市長職務執行者: 山口一紀（旧五色町長、2006年2月11日 - 2006年3月18日）
- 竹内通弘（2010年3月19日 - 2022年3月18日、前洲本市議会議員）
- 上崎勝規（2022年3月19日 - 、前洲本市副市長）

4期以上務めた市長は存在しない。

### 市章
洲本の由来（海浜の州にあった）から洲浜紋をもって市章としている。

### 国の施設
- 神戸地方裁判所洲本支部
- 神戸家庭裁判所洲本支部
- 洲本簡易裁判所
- 神戸地方検察庁洲本支部
- 洲本区検察庁
- 法務省大阪矯正管区神戸刑務所洲本拘置支所
- 法務省神戸地方法務局洲本支局
- 厚生労働省兵庫労働局淡路労働基準監督署
- 厚生労働省兵庫労働局洲本公共職業安定所
- 財務省国税庁大阪国税局洲本税務署
- 国土交通省気象庁神戸地方気象台洲本特別地域気象観測所（旧・洲本測候所）[26]
- 国土交通省近畿地方整備局兵庫国道事務所洲本維持出張所
- 農林水産省林野庁近畿中国森林管理局兵庫森林管理署洲本森林事務所

### 県の施設
- 兵庫県洲本総合庁舎・淡路県民局
- 兵庫県警察洲本警察署
  - 2006年4月1日より旧五色町域を含む洲本市全域を管轄することになった。
- 兵庫県立淡路医療センター
- 五色県民健康村健康道場（国内唯一の公的断食施設）

### 広域行政施設
- 淡路広域消防事務組合消防本部
  - 洲本消防署
    - 由良出張所
    - 五色出張所

### 一部事務組合
- 南あわじ市・洲本市小中学校組合
  - 広田小学校および広田中学校の運営と南あわじ市立倭文小学校および倭文中学校の学校給食の事務を請け負っている。
- 洲本市・南あわじ市衛生事務組合
  - 洲本市と旧緑町の区域のごみ処理施設を管理する組合。ごみ焼却施設「やまなみ苑」が南あわじ市にある。
- 洲本市・南あわじ市山林事務組合
  - 洲本市納・鮎屋財産区及び南あわじ市広田財産区の共有に属する山林を共同管理する一部事務組合。

### 市の施設

#### 洲本市役所

##### 洲本庁舎
- 由良支所
- 安乎連絡所
- 中川原連絡所
- 上灘出張所
- 大浜皆楽殿
- 洲本市総合福祉会館 （市役所別舎、リハビリ施設、ホール、会議室）
- 洲本市健康福祉館 （市役所別舎、保険福祉関係窓口、各種ホール、会議室）
- 市立情報交流センター （大ホール、会議室、第三セクターケーブルテレビ会社スタジオ事務所）
- 洲本市市民交流センター （ビバホール、体育館、会議室、ドルフィンプール 県立淡路勤労センターを2004年4月に移管・名称変更）
  - 洲本市民球場
  - 洲本市陸上競技場
- 洲本市文化体育館 複合施設 （大ホール、しばえもん座（文化ホール）、メインアリーナしおさい館（体育館機能）、展示場ホール、会議室、スポーツジム）

- 洲本市民広場

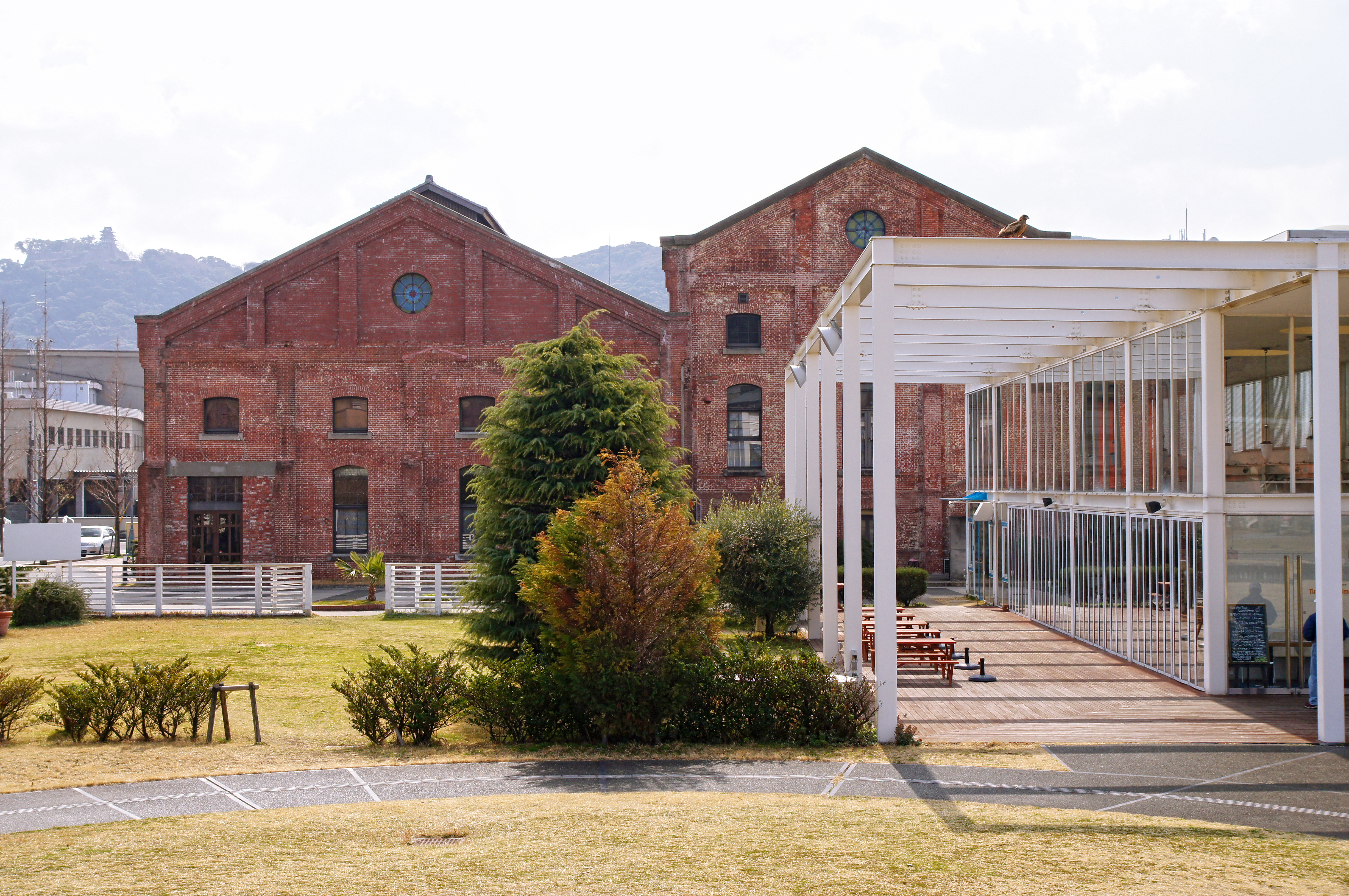
洲本市民広場

- 洲本市立洲本図書館 （図書館、会議室、ホール）
- 洲本市立市民工房（洲本アルチザンスクエア内）
- 洲本中央公民館 （会議室、各種ホール）
- 洲本市立淡路文化史料館
- 由良公民館
- 安乎公民館
- 千草公民館
- 加茂公民館
- 中川原公民館
- 大野公民館
- 市立リサイクルセンター（みつあい館）
- 城戸アグリ公園 レクリエーション施設、施設内に洲本特別地域気象観測所
- 洲本市由良交流センター（エトワール生石）
- 洲本市火葬場

##### 五色庁舎
- 五色情報センター
- 五色地域福祉センター（みやまホール）
- 五色リサイクルセンター
- 五色台運動公園（アスパ五色）
- 五色県民健康村キャンプ場
- 高田屋嘉兵衛翁記念館
- 五色図書館（えるる五色）
- 新農業構造改善事業
  - 五色県民健康村グラウンド
  - 五色県民健康村トレーニングセンター
- 五色県民サンビーチ
- 五色中央公民館
- 都志公民館
- 鮎原公民館
- 広石公民館
- 堺公民館
- 鳥飼公民館
- 老人憩いの家「あいはら荘」
- 老人福祉センター　堺会館
- 五色町中山間総合活性化センター
- 五色町防災センター「都志会館」
- 五色町防災センター「鳥飼会館」
- 生きがい創造センター
- 洲本市五色台聖苑火葬場
- 五色台霊園

## 議会

### 洲本市議会
- 定数：18人
- 任期：2022年3月19日 - 2026年3月18日
- 議長：笹田守（志）
- 副議長：高島久美子（宙）

#### 会派構成
| 会派名                     | 議席数 | 女性議員数 | 女性議員の比率(%) |
| -------------------------- | ------ | ---------- | ----------------- |
| 宙（おおぞら）             | 5      | 1          | 20                |
| 「志」（こころざし）       | 5      | 1          | 20                |
| うずしお                   | 3      | 0          | 0                 |
| 洲本市議会日本共産党議員団 | 2      | 0          | 0                 |
| 公明党                     | 2      | 1          | 50                |
| 会派に属さない             | 1      | 0          | 0                 |
| 合計                       | 18     | 3          | 16.67             |

### 兵庫県議会
- 浜田知昭（無所属、4期目 会派は自由民主党、元洲本市副市長、名城大学卒業）

洲本市1市で1つの選挙区を有する（洲本市選挙区）。定数は1である。

### 衆議院
- 選挙区：兵庫9区（明石市、洲本市、南あわじ市、淡路市）
- 任期：2024年10月27日 - 2028年10月26日
- 投票日：2024年10月27日
- 当日有権者数：360,121人
- 投票率：55.45％

| 当落 | 候補者名   | 年齢 | 所属党派     | 新旧別 | 得票数   | 重複 |
| ---- | ---------- | ---- | ------------ | ------ | -------- | ---- |
| 当   | 西村康稔   | 62   | 無所属       | 前     | 88,676票 |      |
| 比当 | 橋本慧悟   | 35   | 立憲民主党   | 新     | 70,738票 | ○    |
|      | 加古貴一郎 | 61   | 日本維新の会 | 新     | 25,515票 | ○    |
|      | 高田良信   | 78   | 日本共産党   | 新     | 9,653票  |      |

## 統計
洲本市統計書 平成29年度版 (PDF) による。
2015年10月1日現在 国勢調査報告
- 昼間人口:  45,415人、昼夜間人口比率 102.6%
- 産業大分類別就業人口

総数 21,092人
第1次産業 2,418人(11.5%)
第2次産業 4,621人(21.9%)
第3次産業 13,748人(65.2%)
業種別では、医療・福祉、卸売業・小売業、製造業、農業、宿泊業・飲食サービス業、建築業の順に多い。

## 経済

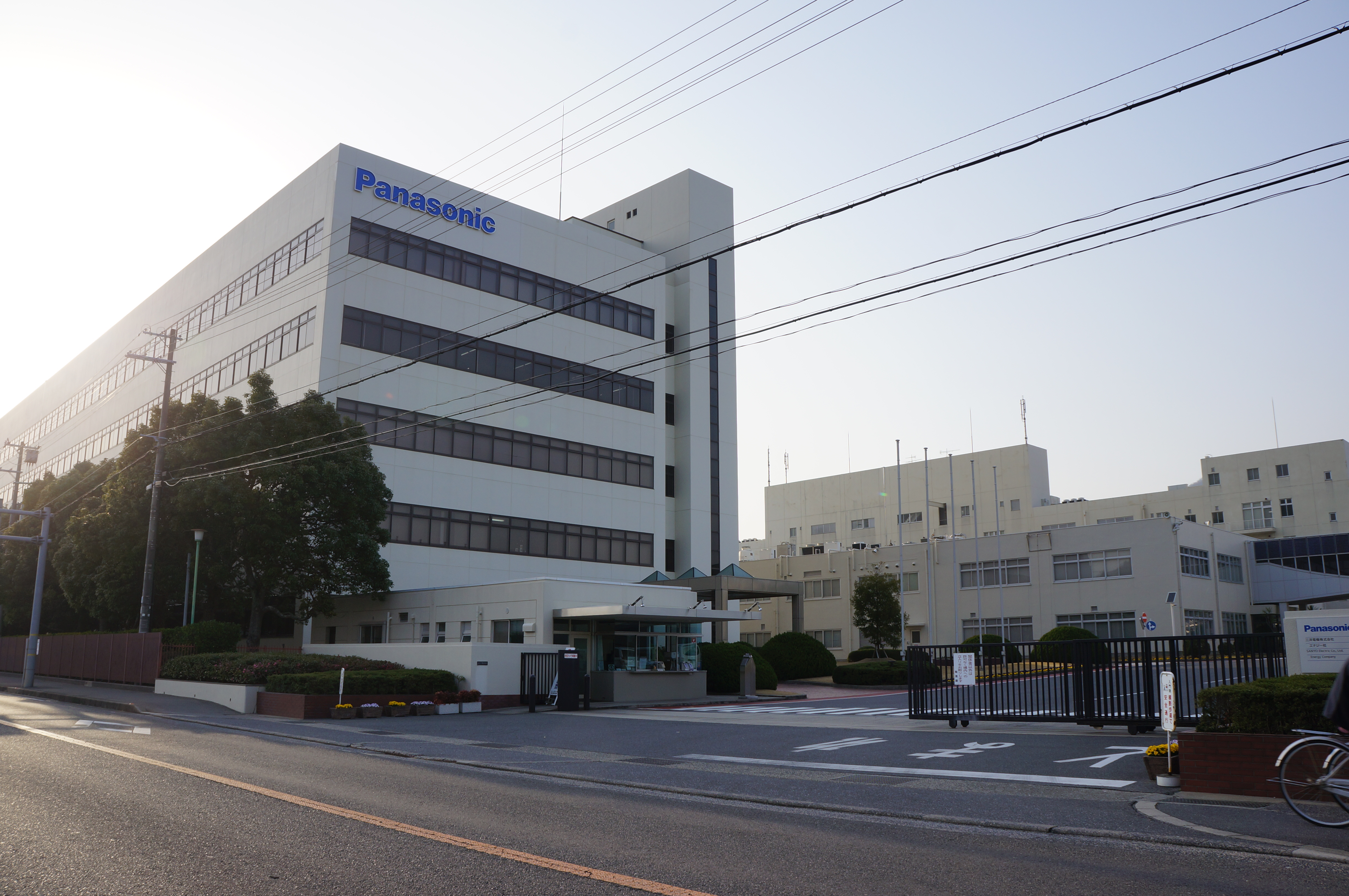
パナソニックエナジー・v 洲本工場

### 金融
指定金融機関:三井住友銀行

### 製造業
- パナソニック洲本地区（パナソニックエナジー・プライム プラネット エナジー&ソリューションズ 洲本工場）
- 淡路マテリア
- 大昭和精機淡路工場
- ミサキ電機五色工場

### サービス業
- 淡路信用金庫
- 淡陽信用組合
- ホテルニューアワジ
- 淡路夢泉景
- 夢海游 淡路島
- 淡路島観光ホテル
- 海月館
- マルナカ 洲本内膳店
- コーナン洲本インター店

## 姉妹都市・提携都市
- 徳島県美馬市（1990年9月9日締結 当時美馬郡脇町）

脇町は、江戸時代初期に洲本に居城した稲田氏の初代植元が城主になった城下町で、同じ稲田氏のゆかりの地である。
- 北海道日高郡新ひだか町（1986年5月2日締結 当時静内郡静内町）

静内町は1870年に洲本の城下で起こった庚午事変（稲田騒動）の結果 、1871年に明治政府により北海道開拓移住を命じられた稲田九郎兵衛邦植と稲田家中546人の人たちが拓いた町である。
- アメリカ合衆国ハワイ州ハワイ郡（2000年11月21日締結）、旧洲本市では交流研修事業（ホームステイ）を毎年実施していた。
- ヴァンワート市（アメリカ合衆国オハイオ州）
- クロンシュタット市（ロシア連邦レニングラード州）

高田屋嘉兵衛とヴァシーリー・ゴロヴニーン、ピョートル・リコルドの関係が由来。
ロシアによるウクライナ侵攻を受け、駐日ウクライナ大使から姉妹都市関係を断絶するよう呼び掛けがあったが、洲本市は「市民同士の、草の根の交流は別の問題」とこれを拒否した。

## 地域

### 町名など

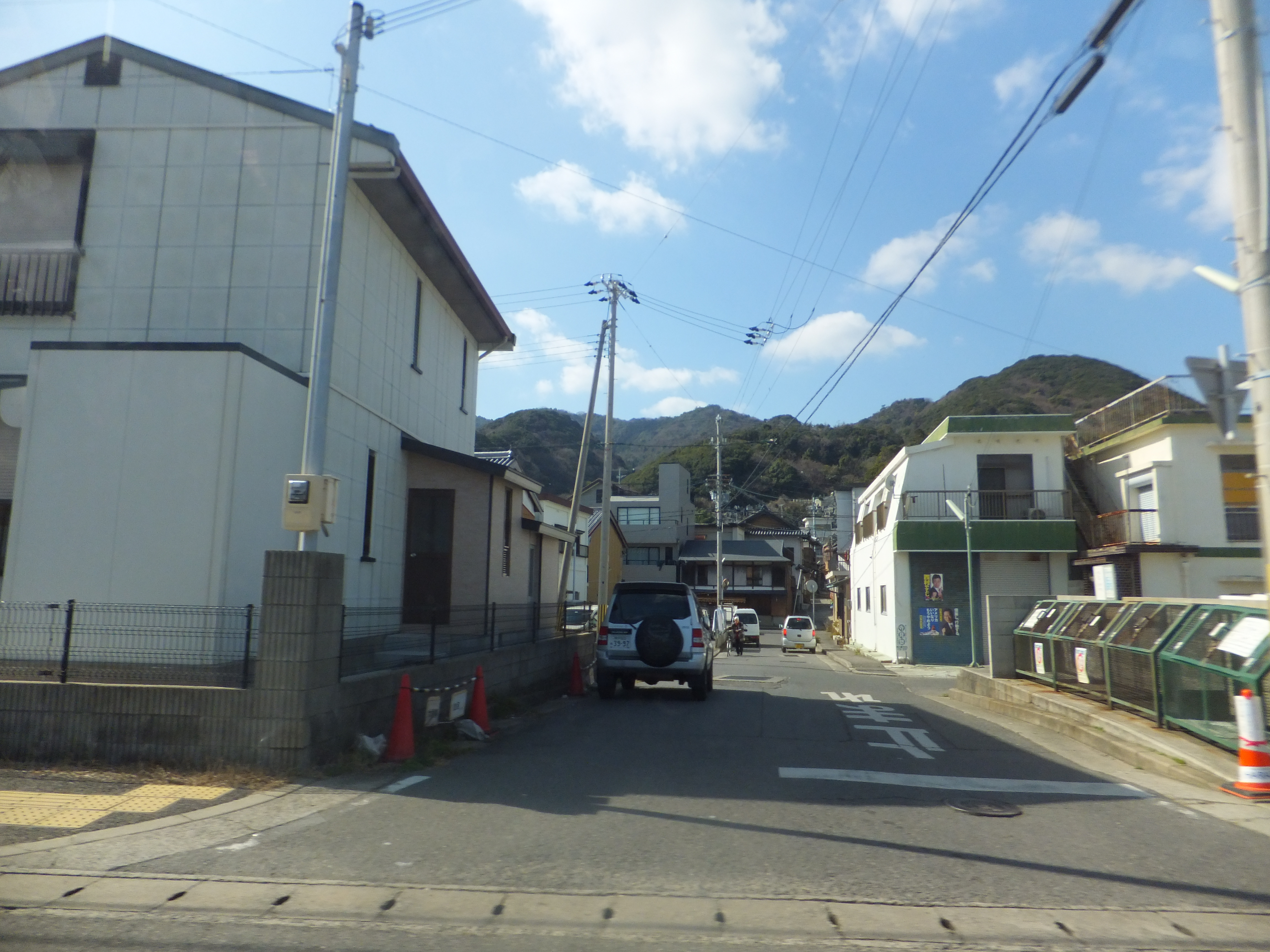
由良一丁目

洲本市では町村制施行（1889年4月）時をもとに以下の地区に分けて区分している。（* は住居表示該当地区）
- 内町地区（旧洲本町）
海岸通一丁目-二丁目(*)、山手一丁目-二丁目(*)、本町一丁目-四丁目(*)、栄町一丁目(*)、港(*)
- 外町地区（旧洲本町）
山手三丁目(*)の一部、本町五丁目-八丁目(*)、栄町二丁目-四丁目(*)
内町・外町地区は町制施行時の洲本町の区域であり「松の内」とも呼ばれる。内町、外町の境界は洲本城の外堀（現在は埋め立てられて堀端筋となっている）である。
1966年の住居表示の実施までは、城下町ゆかりの漁師町、汐見町、船場町、大工町、水筒町、馬場町、細工町、内通町、外通町、紺屋町、下屋敷などの町名があった。現在でも町内会組織や県道、市道の名称などとして残っている。
- 物部地区（旧物部村）
山手三丁目(*)の一部、物部一丁目-三丁目(*)、物部、上物部一丁目-二丁目(*)、上物部、津田
- 潮地区（旧潮村）
塩屋一丁目-三丁目(*)、炬口一丁目-二丁目(*)、炬口、宇山一丁目-三丁目(*)、宇山
- 千草地区（旧千草村）
千草庚、千草甲、千草乙、千草己、千草丁、千草丙、千草戍、小路谷
- 加茂地区（旧加茂村）
奥畑、上加茂一丁目-二丁目(*)、上加茂、下加茂一丁目-二丁目(*)、下加茂、桑間一丁目(*)、桑間、上内膳、下内膳
- 大野地区（旧大野村）
宇原、大野、金屋、前平、池田、池内、木戸、新村
- 上灘地区（旧上灘村）
相川組、中津川組、畑田組
- 中川原地区（旧中川原村）
中川原町厚浜、中川原町中川原、中川原町三木田、中川原町安坂、中川原町市原、中川原町二ッ石
- 安乎地区（旧安乎村）
安乎町平安浦、安乎町中田、安乎町古宮、安乎町北谷、安乎町山田原、安乎町宮野原
- 由良地区（旧由良町）
由良一丁目-四丁目(*)、由良町内田、由良町由良
- 納地区（旧広田村）
- 鮎屋地区（旧広田村）
- 都志地区（旧都志村）
五色町都志、五色町都志米山、五色町都志大宮、五色町都志万歳、五色町都志角川、五色町都志大日
- 鮎原地区（旧鮎原村）
五色町鮎原三野畑、五色町鮎原南谷、五色町鮎原上、五色町鮎原中邑、五色町鮎原下、五色町鮎原吉田、五色町鮎原田処、五色町鮎原葛尾、五色町鮎原小山田、五色町鮎原栢野、五色町鮎原宇谷、五色町鮎原西、五色町鮎原鮎の郷、五色町鮎原神陽
- 広石地区（旧広石村）
五色町広石上、五色町広石中、五色町広石下、五色町広石北
- 堺地区（旧堺村）
五色町上堺、五色町下堺
- 鳥飼地区（旧鳥飼村）
五色町鳥飼上、五色町鳥飼中、五色町鳥飼浦

### 教育

#### 高等学校
| - 兵庫県立洲本高等学校（全日制・定時制） - 兵庫県立洲本実業高等学校 |

#### 中高一貫校
- 蒼開中学校・高等学校

#### 小学校・中学校
通学区域の指定は「洲本市立小学校・中学校の校区について」による。広田小・中学校は南あわじ市内にあるが洲本市内に校区がまたがる。
| 市立小学校             | 市立中学校         | 市立小学校         | 市立中学校         |
| ---------------------- | ------------------ | ------------------ | ------------------ |
| 洲本市立中川原小学校   | 洲本市立洲浜中学校 | 洲本市立安乎小学校 | 洲本市立安乎中学校 |
| 洲本市立洲本第一小学校 | 洲本市立洲浜中学校 | 洲本市立都志小学校 | 洲本市立五色中学校 |
| 洲本市立洲本第二小学校 | 洲本市立洲浜中学校 | 洲本市立鮎原小学校 | 洲本市立五色中学校 |
| 洲本市立洲本第三小学校 | [ 28 ]             | 洲本市立広石小学校 | 洲本市立五色中学校 |
| 洲本市立加茂小学校     | 洲本市立青雲中学校 | 洲本市立鳥飼小学校 | 洲本市立五色中学校 |
| 洲本市立大野小学校     | 洲本市立青雲中学校 | 洲本市立堺小学校   | 洲本市立五色中学校 |
| 洲本市立由良小学校     | 洲本市立由良中学校 |                    |                    |

| 組合立小学校                               | 組合立中学校                               |
| ------------------------------------------ | ------------------------------------------ |
| 南あわじ市・洲本市小中学校組合立広田小学校 | 南あわじ市・洲本市小中学校組合立広田中学校 |

##### 過去にあった小学校・中学校
兵庫県小学校の廃校一覧#洲本市・兵庫県中学校の廃校一覧#洲本市を参照。

#### 認定こども園
公立
- 洲本市立なのはなこども園（2019年4月開園、兵庫県立淡路病院跡地）

私立
- 幼保連携型認定こども園洲本こども園
- 幼保連携型認定こども園千草こどもの園
- 幼保連携型認定こども園おおの

#### 幼稚園
公立
- 洲本市立洲本幼稚園（現在は洲本第二小学校に併設）
- 洲本市立大野幼稚園（大野小学校に併設）

私立
- 柳学園柳幼稚園

##### 過去にあった幼稚園
- 被昇天幼稚園（2005年3月末閉園）
- 洲本市立第一幼稚園（洲本第一小学校に併設、2019年3月末をもって閉園、現在は学童保育施設）
- 洲本市立第三幼稚園（洲本第三小学校に併設、2019年3月末をもって閉園）
- 洲本市立加茂幼稚園（加茂小学校に併設、2019年3月末をもって閉園、現在は学童保育施設）

#### 保育園・保育所
公立
| - 洲本市立中川原保育所 - 洲本市立安乎保育所 - 洲本市立由良保育所 | - 洲本市立都志保育園 - 洲本市立鮎原保育園 - 洲本市立広石保育園 - 洲本市立鳥飼保育園 - 洲本市立堺保育園 |

##### 過去にあった保育園・保育所
- 洲本市立由良南保育所（2008年4月に由良保育所分室となり2009年4月に由良保育所に統合された）
- 洲本市立洲本保育所（2019年3月末で閉園、なのはなこども園に統合）
- 洲本保育園（幼保連携型認定こども園洲本こども園に改組）
- 千草保育所（幼保連携型認定こども園千草こどもの園に改組）
- 大野保育所（幼保連携型認定こども園おおのに改組）

#### 特別支援学校
- 兵庫県立あわじ特別支援学校

##### 過去にあった特別支援学校
兵庫県特別支援学校一覧#廃校・統合・分離を参照。

### マスメディア
- 神戸新聞社淡路総局
- 朝日新聞社洲本支局
- 毎日新聞社淡路支局
- 読売新聞社洲本支局
- 産経新聞社洲本支局
- 日本放送協会洲本通信部
- サンテレビジョン淡路総局
- 淡路島テレビジョン
- 淡路五色ケーブルテレビ（閉局）

## 交通

### 鉄道
1966年まで淡路交通（鉄道線、洲本 - 市村 - 福良）が営業していた。
JTB時刻表には、洲本バス停が中心駅として記載されている。

### バス
（洲本市内で乗降可能な路線を掲載）

#### 高速バス
※太字は洲本市内停留所

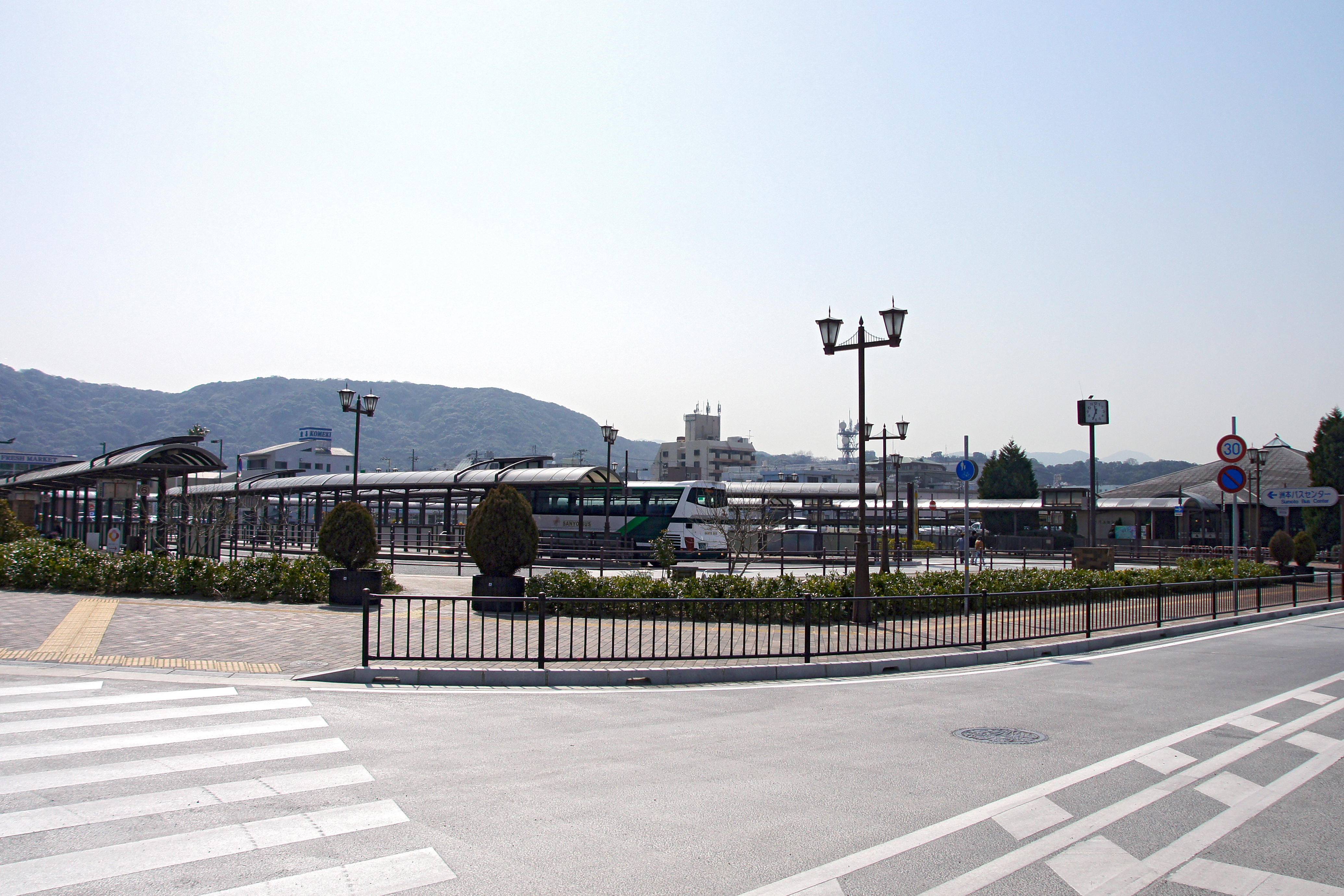
洲本バスセンター

- 淡路交通・神姫バス・西日本ジェイアールバス・本四海峡バス共同運行
  - （洲本温泉) - 洲本バスセンター - （津名港）または（宇山 - 洲本IC - 淡路島中央SIC- 本四安乎[29]） - （高速舞子 - 神戸三宮 - （新神戸駅） - （神戸空港） - （大阪国際空港 - 大阪駅 - OCAT）
  - 高田屋嘉兵衛公園 - 五色バスセンター - 高速舞子 - 神戸三宮 - （神戸空港）
  - 福良 - 洲本IC - 高速舞子 - 神戸三宮 - （新神戸駅） - （神戸空港）
  - 洲本バスセンター - 津名港 - 高速舞子 - 学園都市駅
- 淡路交通（この路線のみクローズドドアシステムではない）
  - 舞子・福良線 福良 - 洲本IC - 淡路島中央SIC - 本四安乎 - 高速舞子
- みなと観光バス (南あわじ市)単独運行
  - 淡路島線 陸の港西淡 - 洲本IC - 三ノ宮
- 徳島バス・本四海峡バス・関西空港交通・南海バス共同運行
  - 徳島駅 - 洲本IC - 関西国際空港
- 西日本ジェイアールバス・本四海峡バス・徳島バス・ジェイアール四国バス・京阪バス共同運行
  - 阿波エクスプレス京都号 徳島駅 - 洲本IC - 名神高槻 -  名神大山崎 - 京都駅

1. 洲本バスセンターは正式名称だが、淡路交通とその共同運行会社は2019年3月31日まで「洲本高速バスセンター」と名乗っていた（翌日以降は正式名称に変更）。西日本ジェイアールバスの「洲本」とは洲本バスセンターを指している（洲本バスセンターと洲本ICの両方に停車する便もある）。
2. 洲本バスセンターのパークアンドライド駐車場（有料）は「すいせん苑駐車場」である。「洲本バスセンター前駐車場」はバス利用者の送迎や洲本バスセンター周辺の施設・店舗利用など4時間未満駐車用の駐車場である（前者は300円/1日、後者は100円/1時間の為）。
3. 洲本IC（洲本バスセンターから約5km）のパークアンドライド用駐車場は有料。
4. 淡路島中央SIC（洲本バスセンターから約6km）・本四安乎（洲本バスセンターから約10km）・五色バスセンター（洲本バスセンターから約16km）のパークアンドライド用駐車場は無料で24時間利用が可能。

#### 路線バス
- 淡路交通
  - 縦貫線（津名港 - 洲本バスセンター - 洲本IC - 福良　津名港発の一部は下加茂まで運行）
  - 由良線（洲本車庫前 - 洲本バスセンター - 由良 - 由良福祉センター）
  - 都志線（洲本バスセンター - 洲本車庫前 - 下加茂 - 市原口 - 岡本 - 五色バスセンター - 都志 - アスパ五色 - 奥の内）
  - 鳥飼線（洲本バスセンター - 鳥飼浦 - 陸の港西淡）
  - 長田線（洲本バスセンター - 広田 - 長田 - 庄田 - 掃守 - 湊 - 陸の港西淡）
  - 淡路・徳島線 洲本バスセンター - 洲本IC - 鳴門公園口BS - （特急・大毛島BS - 高速鳴門BS　急行・黒山 - 高速鳴門バス停前 - 鳴門駅前） - 松茂ニュータウン - 松茂 - 工業団地前 - 徳大前 - 徳島
- 本四海峡バス
  - 鮎原線（JA淡路日の出五色支店前 - フリー乗降制区間 - 竹谷 - 津名一宮IC - 志筑 - しづかホール前）

- 洲本市コミュニティバス（洲本観光タクシーが運行）
  - 上灘・沼島線（時刻表・運賃表）
    - 洲本バスセンター - 由良中学校前 - モンキーセンター - 来川 - 沼島汽船場前

  - 五色線（時刻表・運賃表）
    - 洲本バスセンター - 五色図書館 - 五色地域福祉センター - 高田屋嘉兵衛公園

- あったか友愛バス（淡陽自動車教習所が運行）
  - 洲本市街地 - 大野地区

### 道路

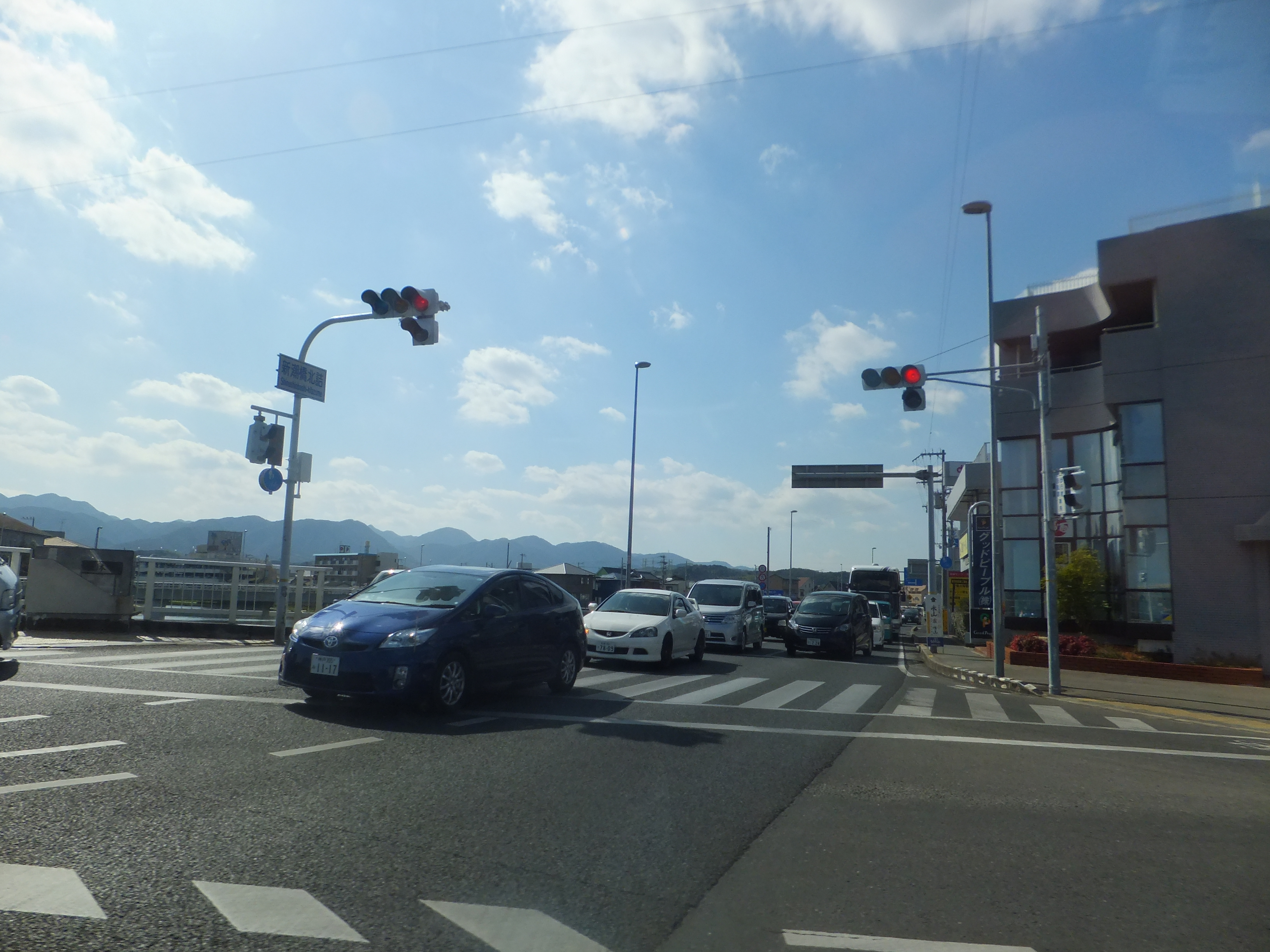
市の中心部を縦断する国道28号
宇山3丁目で撮影

- 高速道路
  - E28神戸淡路鳴門自動車道・紀淡連絡道路（構想中）- 洲本インターチェンジ
  - E28神戸淡路鳴門自動車道 - 淡路島中央スマートインターチェンジ
- 一般国道
  - 国道28号：洲本バイパス
- 県道
  - 兵庫県道31号福良江井岩屋線（淡路サンセットライン）
  - 兵庫県道46号洲本五色線
  - 兵庫県道66号大谷鮎原神代線
  - 兵庫県道76号洲本灘賀集線（南淡路水仙ライン）
  - 兵庫県道125号洲本松帆線（美緑[みりょく]ロード）
  - 兵庫県道231号都志港線
  - 兵庫県道233号洲本港線（洲本灘賀集線の路線変更に伴い廃止、市道に移管）
  - 兵庫県道465号多賀洲本線
  - 兵庫県道466号鮎原江井線
  - 兵庫県道468号明神安乎線
  - 兵庫県道469号上内膳塩尾線
  - 兵庫県道470号倭文五色線
  - 兵庫県道471号安乎鮎原線
  - 兵庫県道472号鳥飼浦洲本線
  - 兵庫県道473号広田洲本線
  - 兵庫県道474号下内膳物部線
  - 兵庫県道481号相川下清水線（相川組 - 相川組・山竹牧場間未開通、相川組の開通部については洲本市役所上灘出張所付近より北側で自動車通行不能、山竹牧場付近（ゲートより南側）も牧場関係者以外は通行できない）
  - 兵庫県道534号畑田組栄町線（畑田組・畑田浄水場付近 - 鮎屋・鮎屋川水源付近は未開通、鮎屋・鮎屋川水源付近 - 鮎屋・大城池の南間は車両通行不能）
- 市道
  - 洲本市道の路線網図から市道の区間・名称がご覧いただけます
- 林道
  - 柏原林道
- 農道
  - オニオンロード（南淡路広域農道）

### 港湾
- 洲本港

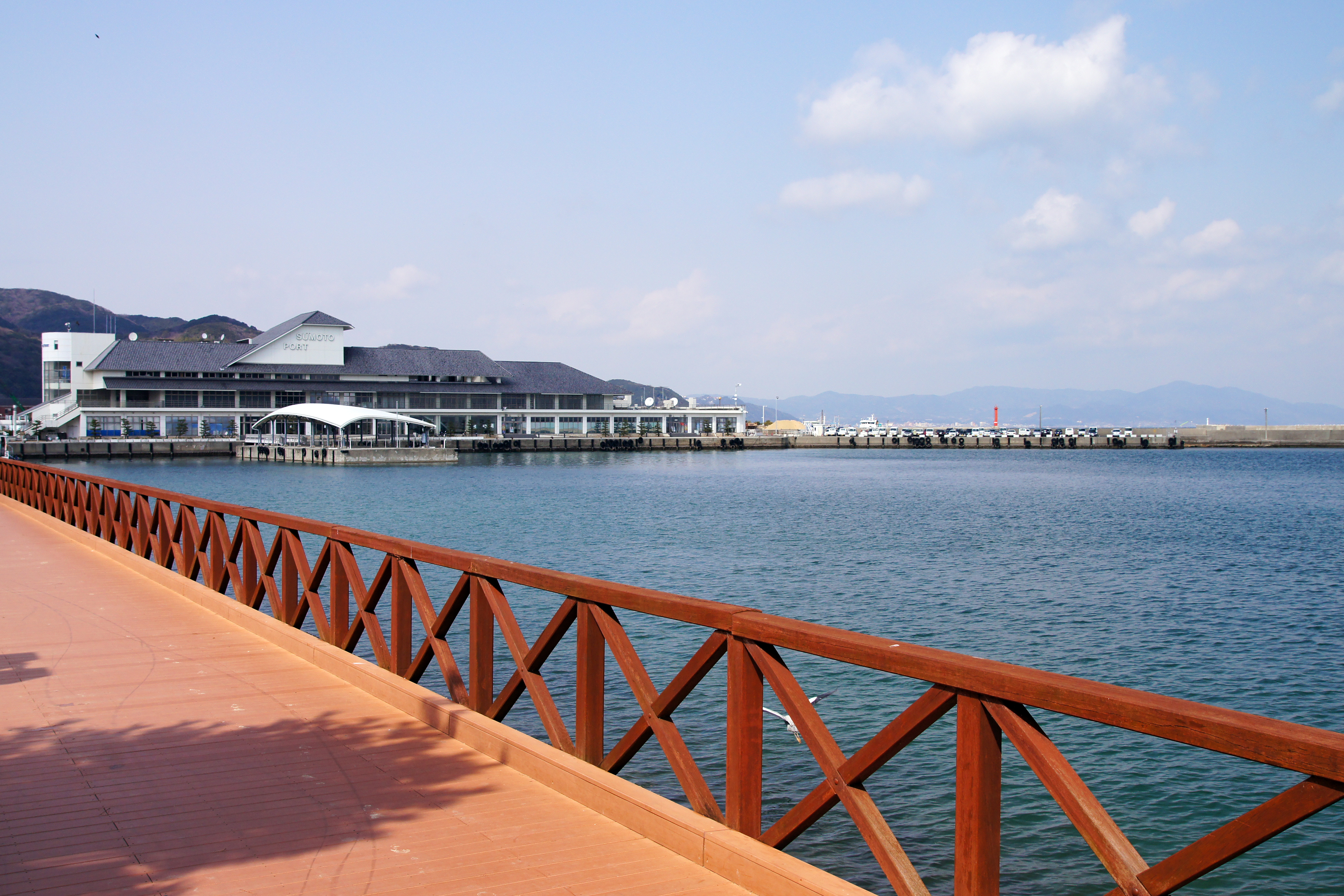
洲本港

  - 淡路関空ライン（洲本 - 関西国際空港）

2017年7月9日から2018年7月13日まで1日5往復を運航、淡路ジェノバライングループの淡路関空ラインが運航する。[30]
  - 沼島汽船（洲本 - 沼島）…火曜、木曜、土曜日のみ1往復の運航、2016年3月31日に航路休止となった。
  - 洲本パールライン（洲本 - 関西国際空港）…2007年4月1日から航路休止中。2007年8月5日付で航路廃止。
  - 明石海峡大橋開通以前は神戸港中突堤、大阪港（弁天埠頭→天保山）行き（共同汽船）、深日港行き（深日海運→シャトルサービス）の高速船の航路があった。現在は港湾施設の一部がミニボートピア洲本として活用されている。
  - 以前は深日港行きの航路を深日海運が運航していた。現在は航路復活に向けて「深日洲本ライナー」が期間限定で試験運航されている。
- 古茂江港（こもえ）（通称：サントピアマリーナ（ヨットハーバー）） - すもとサントピア海の駅
神戸港を除くと兵庫県唯一の市管理の港湾である。
- 由良港
明石海峡大橋開通以前は1往復のみ深日港行きの航路が存在した。
紀淡海峡対岸の和歌山市加太港まで1899年（明治32年）から旅客船が運航されていた[31]が、現在は旅客航路が無く、この間の交通アクセスは阪神経由または南海フェリー経由の遠回りを強いられている。
- 都志港
地方港湾であるが、旅客航路はなく専ら漁港として利用されている。
- 炬口漁港（たけのくち）
かつては、深日港行きのフェリー（大阪湾フェリー、現在の南海淡路ライン）が発着していたが、駐車スペースが手狭なため津名港に移転した。現在は漁港である。
- 船瀬漁港
- 鳥飼漁港

## 名所・旧跡・観光スポット・温泉・祭事・催事

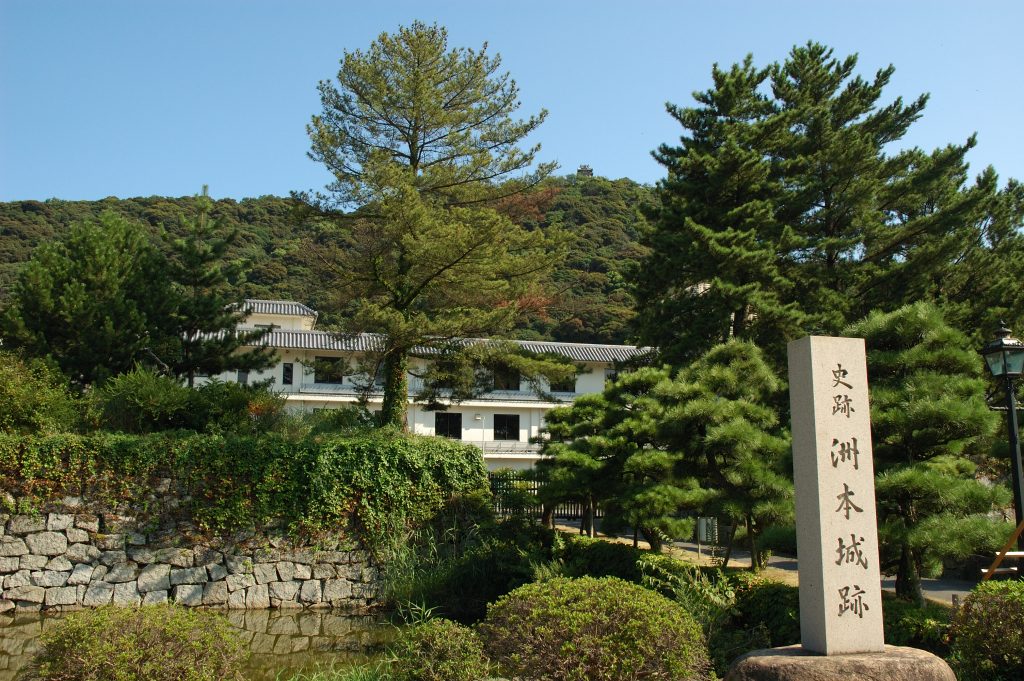
洲本市立淡路文化史料館

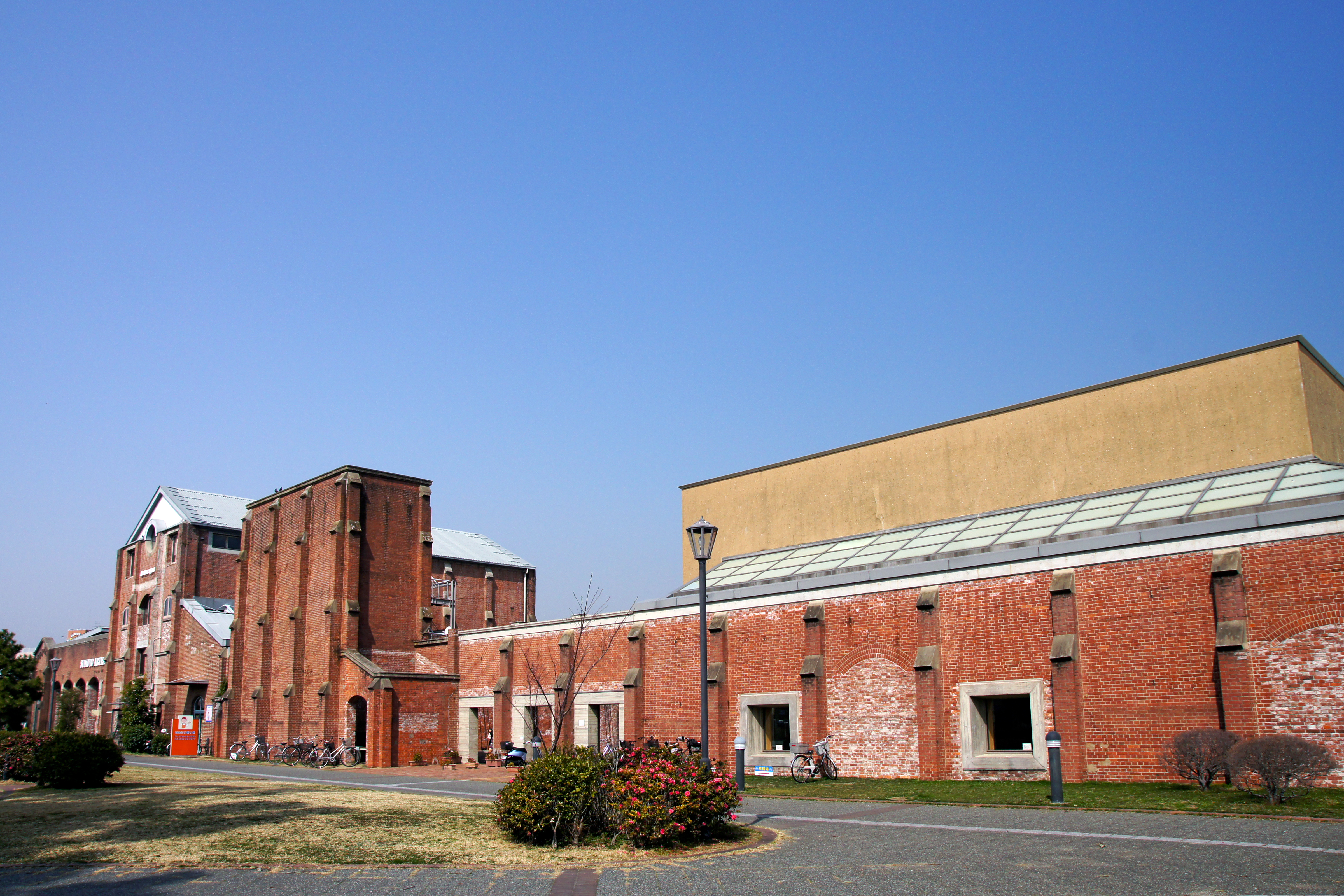
洲本市民広場
（アルチザンスクエアと洲本図書館）

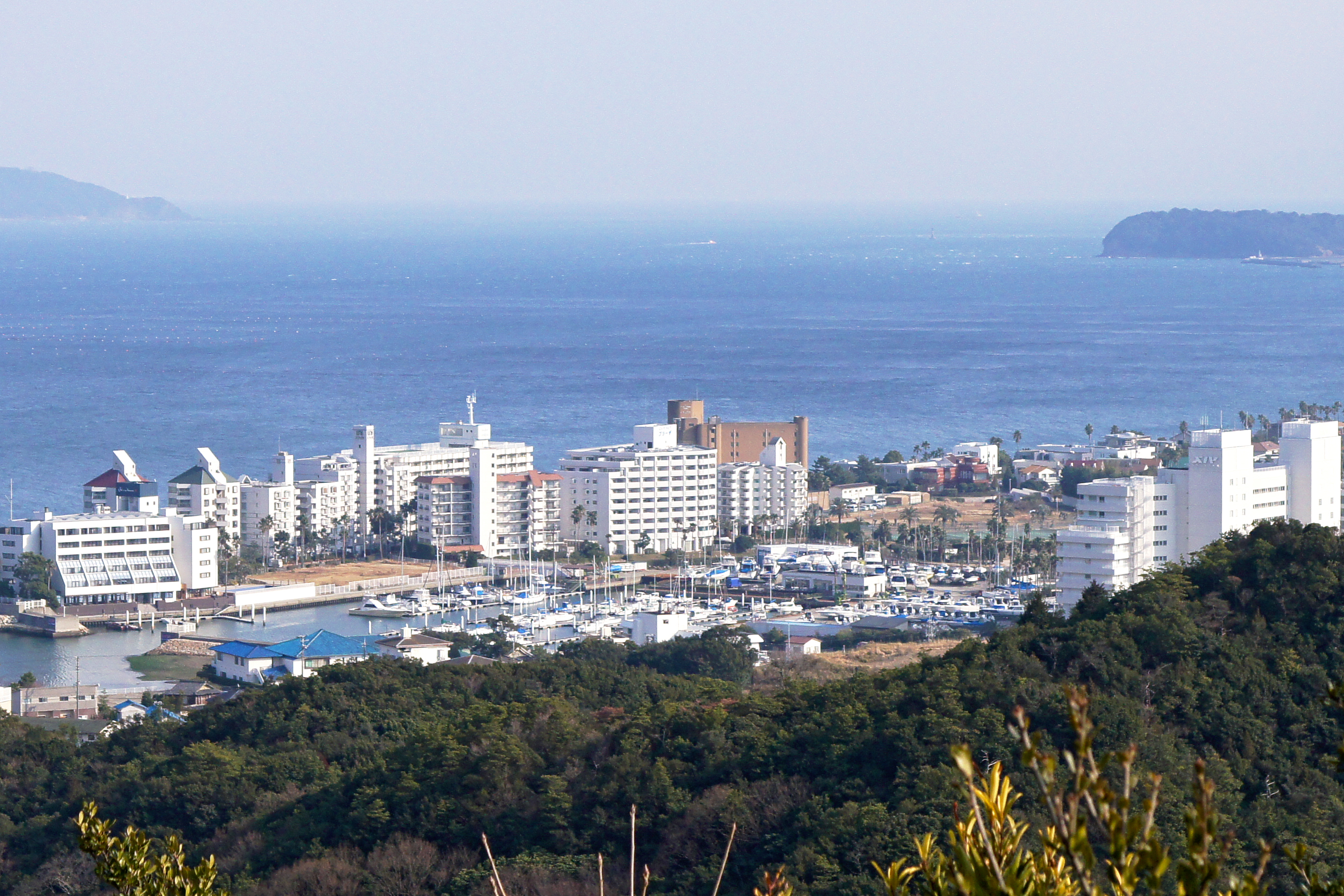
洲本温泉

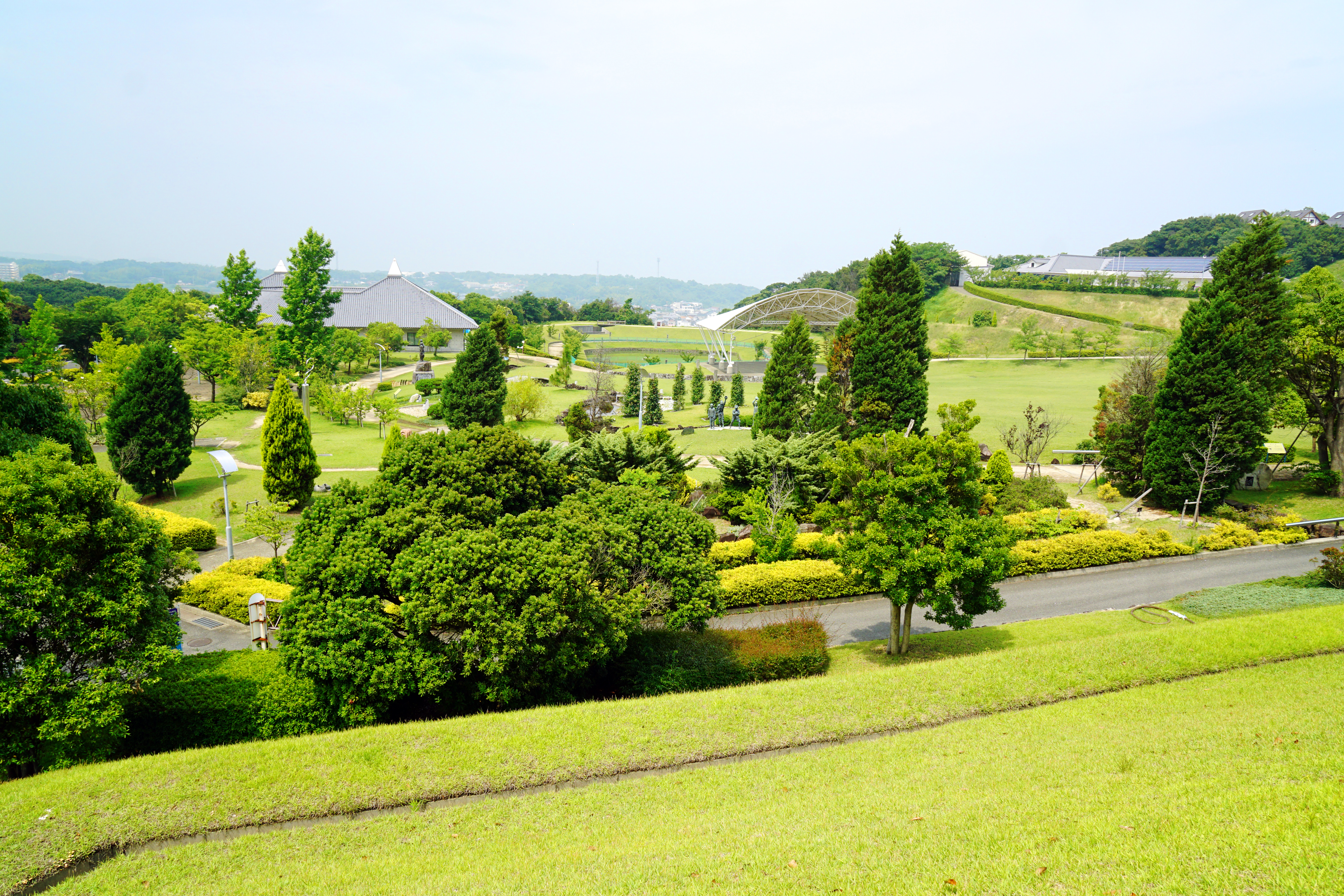
ウェルネスパーク五色・高田屋嘉兵衛公園

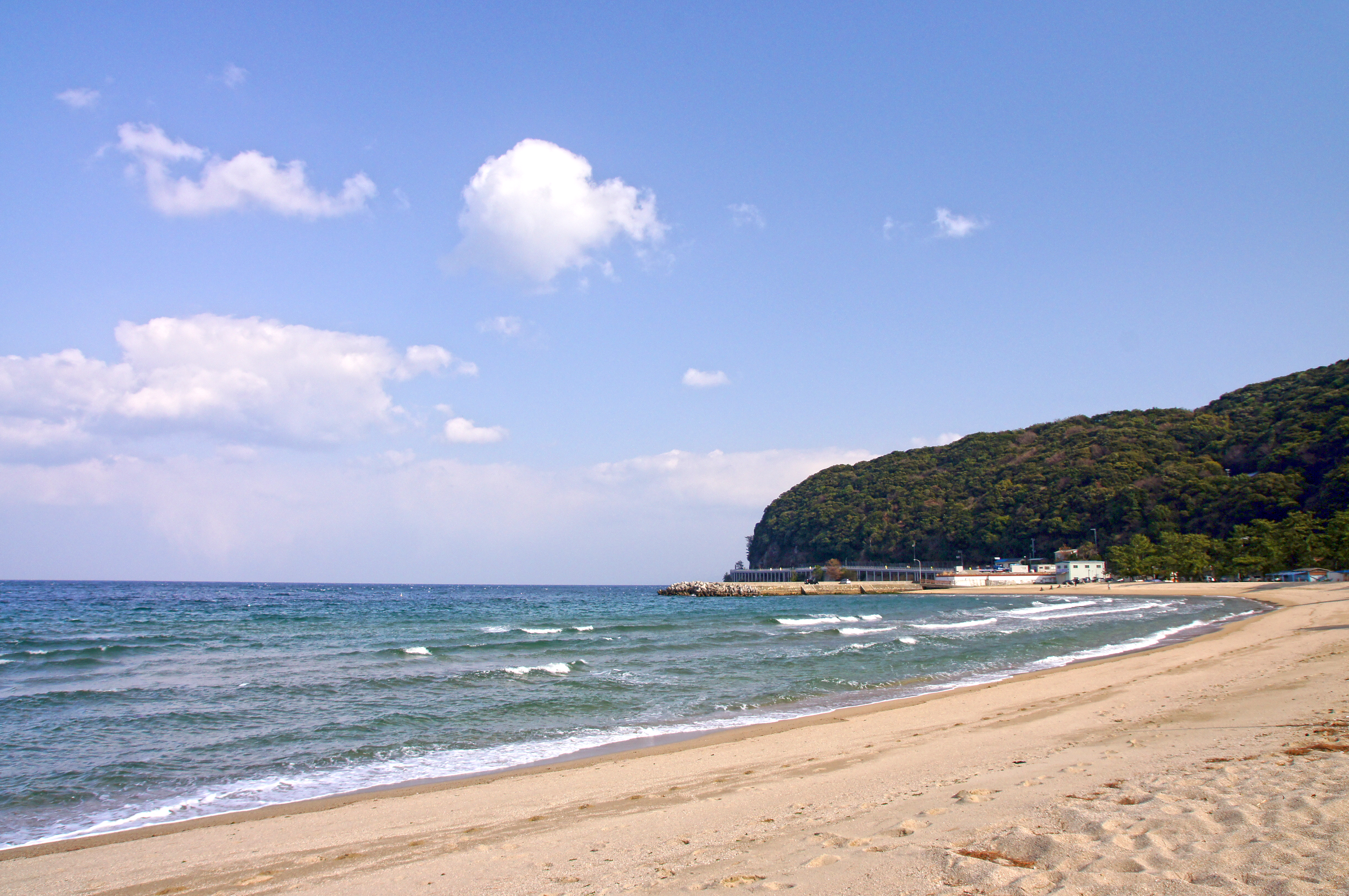
大浜海岸

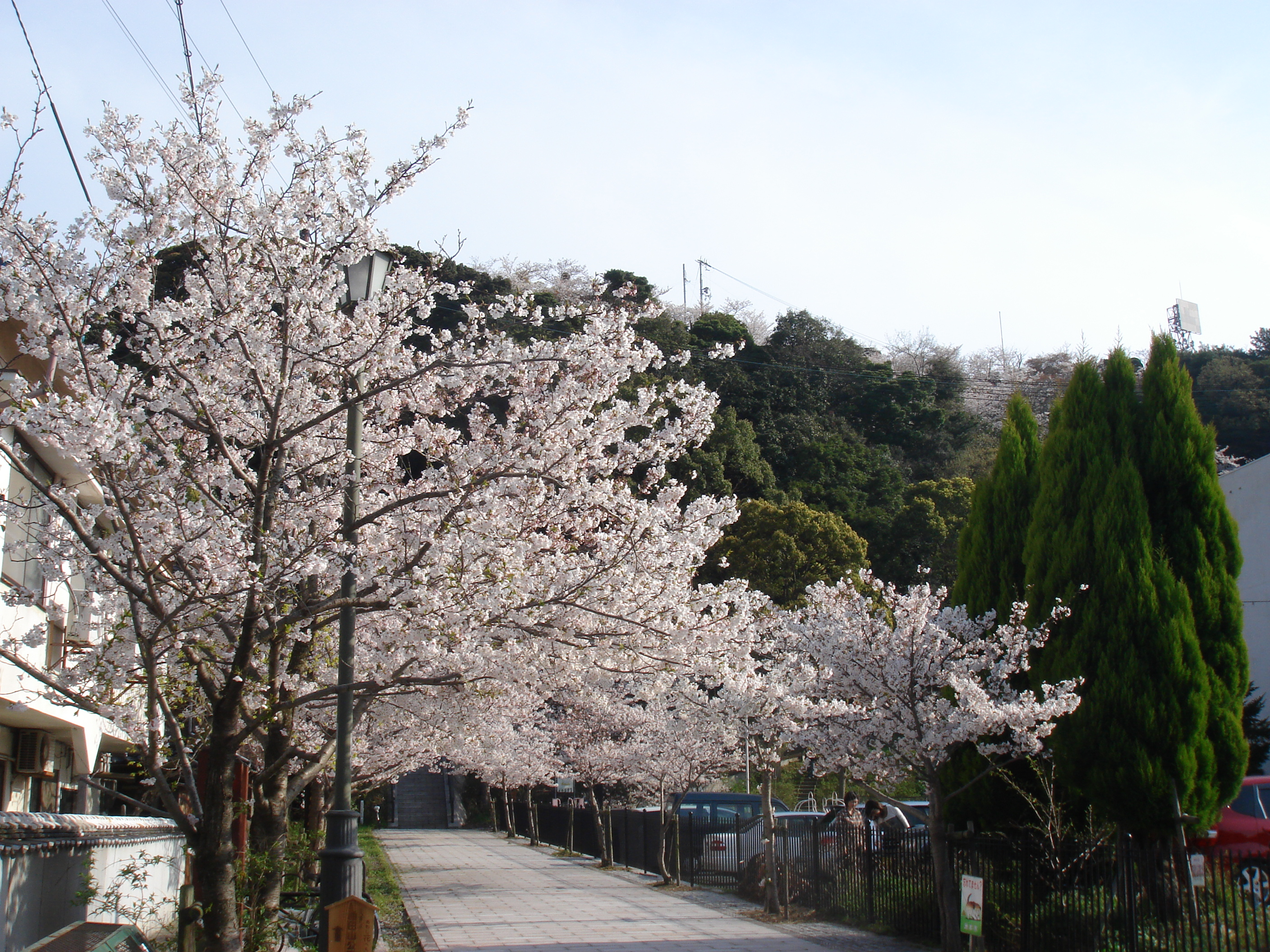
曲田山公園

### 名所・旧跡・観光スポット

淡路モンキーセンター
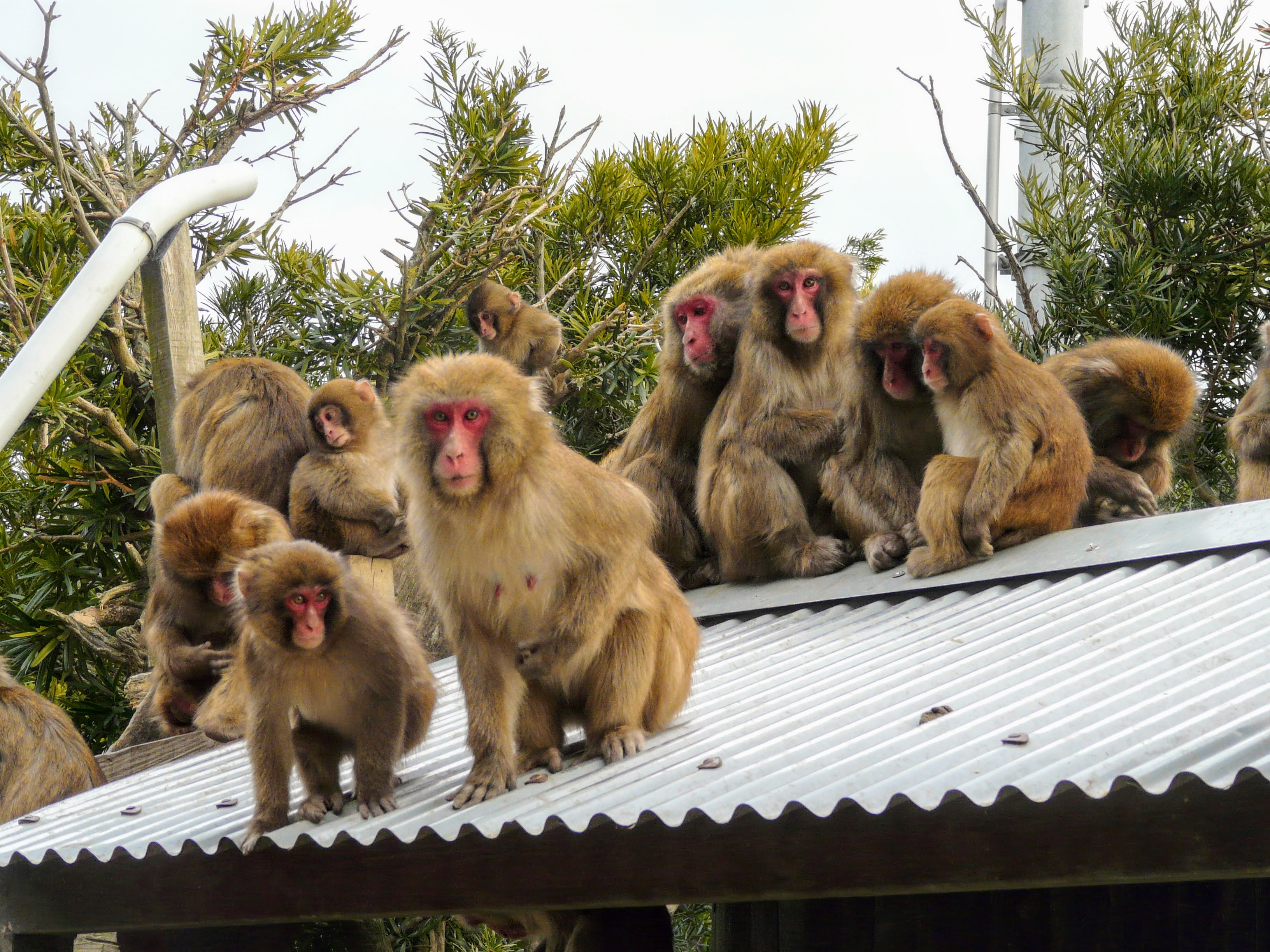
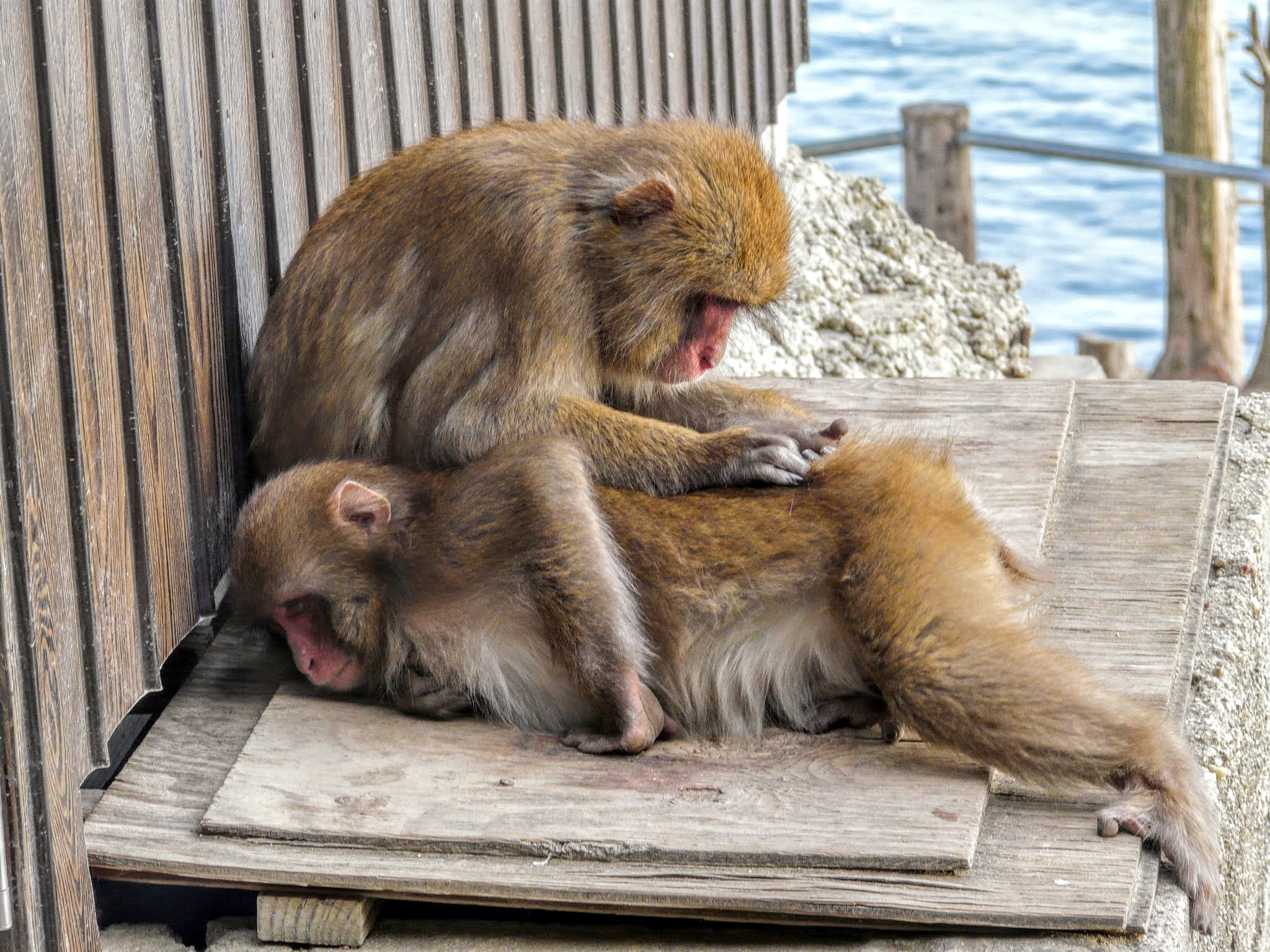
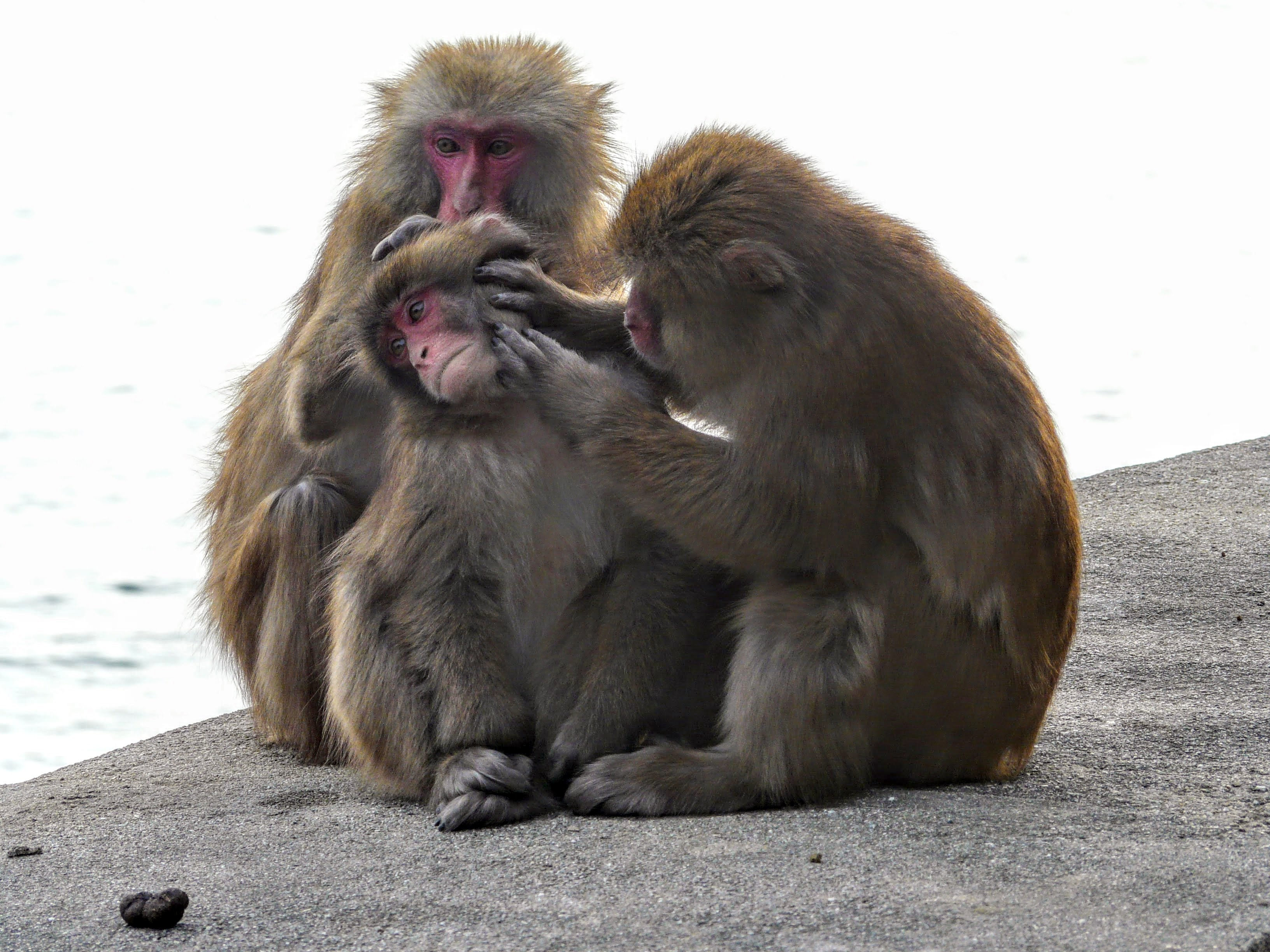
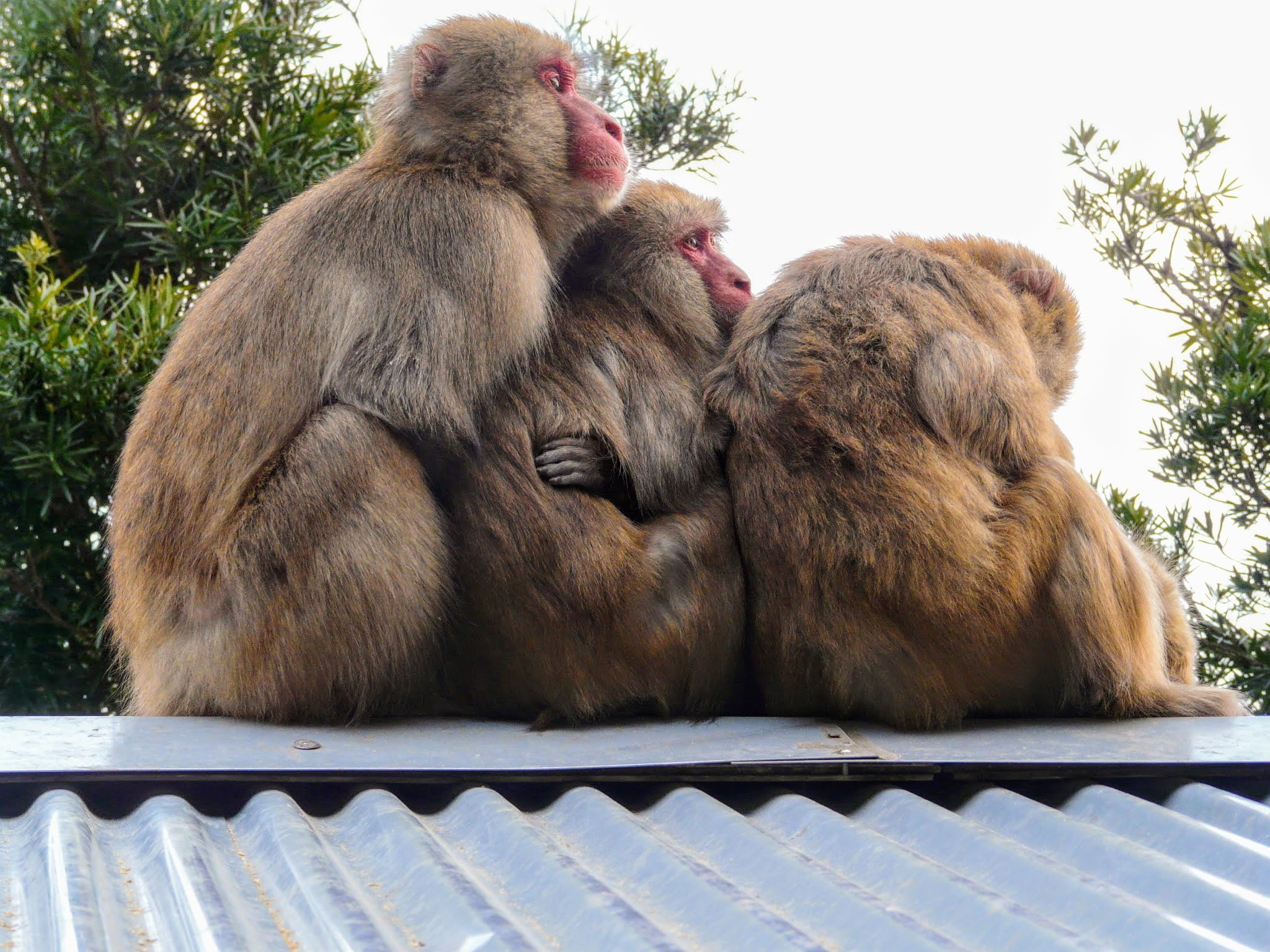

- 三熊山・洲本城跡（上の城）

三熊山は高熊山・乙熊山・虎熊山の3つの山からなり、瀬戸内海国立公園の指定地域である。北斜面は市街地に隣接する数少ない自然林となっている。
洲本城跡は国の史跡に指定。三熊山頂の洲本城天守台跡には1928年（昭和3年）に昭和天皇の即位の礼を記念して建てられた日本最古の模擬天守閣、柴右衛門狸を祭った祠がある。
山城としての洲本城は戦国時代に安宅（あたぎ）氏が築城し、その後仙石氏、脇坂氏が城主であった。現在に残る石垣は脇坂氏が作ったものである。
- 洲本市立淡路文化史料館

徳島藩になり稲田氏が洲本城代になって以降は平城の洲本城（下の城）が使われた。その城跡に建てられたのが淡路文化史料館である。
- 洲本市民広場
  - 洲本市立洲本図書館、洲本アルチザンスクエア、淡路ごちそう館御食国、旧鐘紡洲本工場原綿倉庫
  - サントピアマリーナ - 東洋最大規模のヨットハーバーを中心とするリゾート施設。
    - すもとサントピア海の駅
- 由良要塞
- 成ヶ島（淡路橋立）
- 厳島神社（地元では「弁天さん」として親しまれている）
- 洲本八幡神社
- 炬口八幡神社
- 河上神社天満宮
- 先山　千光寺・岩戸神社
- 立川水仙郷
- ウェルネスパーク五色・高田屋嘉兵衛公園
  - 高田屋顕彰館・歴史文化資料館（菜の花ホール）
  - ゆ～ゆ～ファイブ - 五色天然温泉入浴施設
  - 公共の宿浜千鳥 - 宿泊施設、多目的ホール
  - GOGOドーム
  - わんぱく広場 - 芝生広場
- 曲田山公園 - 曲田山貯水池のそばにある公園で桜のシーズンは花見客でにぎわう。
- 淡路島モンキーセンター

- 淡路モンキーセンター

- お登勢の碑

### 温泉・銭湯

#### 温泉
- 洲本温泉

#### 銭湯
- 増田湯

### 海水浴場
※太字は洲本市が運営する海水浴場で開設期間・遊泳時間・禁止事項等は「洲本市海水浴場の設置及び管理に関する条例」及び「洲本市海水浴場の設置及び管理に関する条例施行規則」で定められている。
- - 大浜海岸（大浜海水浴場）
  - 炬口海水浴場
  - 厚浜海水浴場
  - 新都志海水浴場
都志海水浴場は都志川の河川改修によって砂浜が狭くなり閉鎖し、2012年7月15日、風力発電施設付近に新都志海水浴場としてオープンした。
  - 船瀬海水浴場
  - 五色県民サンビーチ
  - 五色浜海水浴場

### イベント・祭事
- 水仙まつり
- ニューイヤーフェスティバル（本町商店街（コモード56・本町七丁目商店街）、洲本八幡神社、厳島神社など）
- ねり子祭（由良湊神社）
由良湊神社の春祭で毎年2月11日に行われる。数え年3歳の子（ねり子）の氏子入りを祝う祭りで、由良湊神社から若宮神社まで行き鈴をならしてもらう。以前は一番鈴を競って父親が子供を担いで走っていたが、最近はそのようなことはなくなった。
- 弁天夜店（毎年6月の3・13・23日、厳島神社）
- 8丁目夜店（毎年6月の8・18・28日、本町八丁目商店街）
- 輪くぐり、毎年7月31日（厳島神社）
- 淡路島まつり - 毎年8月初旬、本町商店街、堀端筋、市役所周辺で開催。花火大会は洲本港と大浜海岸で開催。
旧洲本市の市街地で開催される。毎年8月1日から3日に開かれていたが、近年は8月第1週の日曜日が最終日となる週末の金・土・日の3日間に変更になった。地元企業、各種公共団体、徳島などからの招待連など約2,000人が参加する金、土曜日の阿波踊りやおまあやなどのおどり大会、日曜日の花火大会で構成される。
金、土曜が両方または、どちらかが雨でも順延でなく中止（小雨決行）または屋根のある本町商店街で規模を縮小して実施され、日曜日の花火大会は不動のままになるが、日曜日が雨の場合は月曜日以降延期になるので注意。
- 高田屋嘉兵衛まつり（8月15日）
- 洲本の盆踊りサマーフェスティバル
洲本に古くから伝わる盆踊り「おまあや」（洲本高校、婦人会に愛好会がある）のほか、阿波踊りなどが披露される。
- 弁天祭（厳島神社）
七福神の一つとして信仰されるご神体（弁天）を担ぎながら町内を練り歩く。多くの露店が並ぶ（近年は防災、交通事情に合わせて露店数が制限されている）。
- 光の街・洲本 - 1998年から始まった、洲本市民広場をメイン会場とするイルミネーションイベント。毎年11月末 - 1月初旬に開催。
- 棋聖戦 (将棋) - 阪神・淡路大震災の復興に向けて1996年にホテルニューアワジで五番勝負のうちの1局を開催。以降、ほぼ毎年同ホテルで開催されている（毎年6月頃開催）。

## 名産
- イカナゴの釘煮
- わかめそば
- ちりめんじゃこ
- 淡路ビーフ
- 牛乳（島そだち牛乳）
- 海苔
- たまねぎ
- ナルトオレンジ

## 民話
柴右衛門狸（芝右衛門狸）
大阪・中座に伝わる狸の話が発端。
中座で芝居の興行中、木戸銭に木の葉が入っていたので調べると芝居好きな狸が化けて芝居見物をしていたので皆でつかまえて殺してしまう。
それ以降、中座から客が遠のいたため狸のたたりだと感じた人たちが狸の出身地だった三熊山にお参りする。
現在、三熊山には藤山寛美ら松竹新喜劇や片岡仁左衛門の寄進で1962年に建てられた柴右衛門狸のほこらがある。1978年には藤山寛美から幕と鈴が贈られ、1988年には社の改修が施され柴右衛門狸像も新調された。

## 郵便
集配郵便局
- 洲本郵便局 (656-00xx, 656-25xx)→旧洲本市域のうち、安乎、納、鮎屋の各地区を除いた区域
- 五色郵便局 (656-13xx)→旧五色町の区域
- 志筑郵便局（淡路市） (656-21xx)→安乎地区
- 緑郵便局（南あわじ市） (656-01xx)→納・鮎屋地区

無集配郵便局
- 安乎郵便局
- 鮎原郵便局
- 洲本大野郵便局
- 洲本上物部郵便局

- 洲本下加茂郵便局
- 洲本下内膳郵便局
- 洲本炬口郵便局

- 洲本本町郵便局
- 洲本物部郵便局
- 鳥飼郵便局

- 中川原郵便局
- 広石郵便局
- 由良郵便局

簡易郵便局
- 上灘簡易郵便局

## NPO法人
| - NPO法人あわじFANクラブ - NPO法人淡路文化研究所 - NPO法人観光立島淡路島 - NPO法人重度身体障害者生きがい支援の会・アートスタジオ夢 - NPO法人生活ネットワーク寿樹 - NPO法人共生ごしき - NPO法人公共施設管理センター - NPO法人しらゆり会 - 淡路島アートセンター\|NPO法人淡路島アートセンター | - NPO法人知恵の和 - NPO法人ジャパン総合社会福祉機構 - NPO法人ネイティブ淡路島 - NPO法人各駅停車 - NPO法人あわじ高齢者福祉向上フォーラム - NPO法人淡路自立サポートクラブ - NPO法人兵庫青年部 - NPO法人淡路ユーユー21平安の郷づくり協会 |

## 出身人物

### 歴史上の人物
- 吉山明兆（室町時代の画僧）
- 小西顕（徳島藩の藩士）
- 高田屋嘉兵衛（江戸後期の廻船業者・海商。蝦夷御用船頭。ロシア帝国との国交回復に貢献）

### 政治家
- 奥野小四郎 (10代)（衆議院議員、洲本町長）
- 星合常恕（徳島藩権大参事）
- 三田昇馬（徳島藩家老稲田家家臣、裁判官、貴族院勅選議員）
- 山田啓二（元京都府知事、全国知事会会長）

### 実業家
- 大歳寛（元TDK会長）
- 畑崎広敏（ワールド社主）
- 坂東舜一（日本航空株式会社創立者）
- 松本正義（住友電工社長、関西経済連合会会長）
- 三木善八（上物部村出身。報知新聞社主）
- 渡辺秀一（メディパルホールディングス社長、メディセオ会長）
- 児島勝（株式会社DSC創立者）

### 学者
- 伊藤聴秋（幕末・明治初期の儒学者・漢学者）
- 大槻憲二（精神分析家・心理学者・文芸評論家）
- 大村謙二郎（都市工学者。筑波大学教授）
- 奥野高廣（歴史学者。東京大学史料編纂所助教授。織田信長研究の権威。第35回恩賜賞受賞）
- 奥野春雄（生物学者。京都工芸繊維大学教授。国内珪藻研究の第一人者）
- 北山修（精神科医・精神分析家・臨床心理学者・ミュージシャン・作詞家。九州大学名誉教授、日本精神分析学会元会長。ザ・フォーク・クルセダーズのメンバー）
- 鈴木清（解剖学者。大阪市立医科大学教授、和歌山県立医科大学学長、大阪女子大学学長。鈴木氏鍍銀法の発明者）
- 谷内清巌（鳥飼村出身。仏教学者・真言宗大僧正。仁和寺住職、大覚寺門跡、神護寺貫首。京都大学教授）
- 中野主一（天文学者。太陽系天体軌道計算の世界的第一人者）
- 中村幸彦（国文学者。天理大学教授、九州大学教授、関西大学教授。近世文学研究者）
- 新見嘉兵衛（神経解剖学者。岡山大学名誉教授。第74回日本学士院賞受賞）
- 早瀬利雄（社会学者。横浜市立大学名誉教授）
- 藤井乙男（国文学者・俳人。京都大学名誉教授）
- 布袋敏博（文学者。早稲田大学教授。近現代朝鮮文学研究者）
- 松谷雅生（脳神経外科学者。埼玉医科大学名誉教授）
- 三島徳七（冶金学者。東京大学名誉教授。MK鋼の発明者。日本の十大発明家。第35回恩賜賞受賞、文化勲章受章、藍綬褒章受章、勲一等旭日大綬章受章）
- 安田喜代門（鮎原西村出身。国語学者。「国語法概説」著者）
- 柳壮一（医学者。北海道大学名誉教授、日本外科学会会長）
- 矢野専治安盛（江戸時代の砲術家。安盛流の創始者）

### 芸術家
- 阿久悠（作家・作詞家。映画「瀬戸内少年野球団」の原作本も執筆。第2回横溝正史ミステリ大賞受賞、第45回菊池寛賞受賞、紫綬褒章受章、旭日小綬章受章。名誉市民）
- 岩野泡鳴（小説家・詩人。自然主義文学五大作家の一人）
- 岡本帰一（童画家）
- 柏木俊夫（作曲家・音楽理論家）
- 黒田泊庵（下物部村出身。江戸後期の水墨画家）
- 白川芝山（金屋村出身。江戸後期の書家・文人画家）
- 堀井雄二（ゲームクリエイター、ゲームシナリオライター。「ドラゴンクエストシリーズ」の生みの親。名誉市民）
- 松浦儀実（小説家・漫画原作者、「神様がくれた背番号」）

#### 漫画家・漫画原作者
- 北原雅紀（小路谷出身。漫画原作者。「あいどるDays」、「ジキルとハイドと裁判員」、小路谷純平名義で「どらコーボク」等）
- 竹内良輔（漫画家・漫画原作者。「ST&RS -スターズ-」）
- 藤堂裕（漫画家。「由良COLORS」、「S -最後の警官-」等）

### 芸能人
- 朝比奈彩（モデル、タレント）
- キムラ緑子（女優、元劇団M.O.P.）
- 大地真央（女優、宝塚歌劇団元月組男役トップスター）
- 中田ゆうじ（漫才師、笑ハンティング）
- 堀内優美（タレント、ライター）
- 宮地真緒（女優）

### スポーツ選手

#### 野球選手
- 伊奈龍哉（元プロ野球選手）
- 門口秀世（元プロ野球選手）
- 川口亜祐美（女子プロ野球選手。サウス・ディオーネ所属）
- 川畑泰博（元プロ野球選手）
- 斉藤巧（元プロ野球選手）
- 桜井輝秀（元プロ野球選手）
- 辻野欣也（元プロ野球選手）
- 西岡三四郎（元プロ野球選手）
- 増田達至（プロ野球選手。埼玉西武ライオンズ所属。2012年ドラフト1位指名）
- 山林芳則（元プロ野球選手。紀州レンジャーズ所属）

#### サッカー選手
- 小田裕太郎 (プロサッカー選手、ヴィッセル神戸)

#### 相撲力士
- 四海波太郎（元大相撲力士。東小結・出羽海部屋）
- 朝岡勲（元大相撲力士。西前頭10枚目・高砂部屋）
- 錦華山大五郎（元大相撲力士。西前頭2枚目・小野川部屋）
- 錦城山勇吉（元大相撲力士。前頭2枚目・小野川部屋）
- 成山明（元大相撲力士。西小結・小野川部屋）
- 三熊山美夫（元大相撲力士。西前頭12枚目・中川部屋、武蔵川部屋、鏡山部屋）

#### 格闘家
- 楠勇次（五色町出身。総合格闘家・ブラジリアン柔術家。グレーシーバッハ柔術淡路支部）
- 須田匡昇（総合格闘家。元修斗世界ライトヘビー級王者、SuperBrawl世界ミドル級王者）
- 平野時男（柔道家・師範。アントン・ヘーシンク、ウィレム・ルスカを指導）

#### その他
- 時安繁（元ソフトテニス選手。世界ソフトテニス選手権初代男子ダブルス（西田豊明とペア）優勝者）
- 松岡理恵（陸上競技選手）
- 向所浩二（競艇選手）

### その他
- 赤阪音七（造船技術者。船舶用エンジンの開発者。赤阪鐵工所創設者）
- 石本秀雄（映画撮影技師）
- 井出よしの（世界第9位、日本第4位の長寿）
- 梅林宏道（平和運動家。NPO法人ピースデポ代表）
- 奥井ともこ（ありがとう浜村淳です金曜アシスタント）
- 雲井浪子（宝塚歌劇団卒業生。坪内ミキ子の母）
- 清水大敬（AV監督、AV男優）
- 炬口勝弘（五色町出身。将棋カメラマン・ジャーナリスト）
- 為後喜光（由良町出身。料理研究家）
- 藤岡勇貴（青森朝日放送のアナウンサー）
- 藤本雲並（由良町出身。人形師・二代目由良亀。くいだおれ人形を製作）
- 実生すぎ（五色町出身。教育者。兵庫県初の女性教育委員。梅花学園学園長、梅花短期大学初代学長）
- 水田南陽（小路谷村出身。新聞人・推理小説翻訳家。シャーロック・ホームズシリーズの邦訳第一人者。南陽外史名義でエミール・ガボリオ等の著作も邦訳）
- 山本広（ヤクザ。一和会会長、3代目山口組組長代行）
- 吉益俊次（由良町出身。検察官・東京控訴院検事長。シーメンス事件、陸軍機密費横領問題などを担当）
- 若宮清（ジャーナリスト）

### ゆかりの人物
- 鹿島秀麿（政治家・実業家・ジャーナリスト。洲本中学校校長）
- 川路寛堂（旗本・官僚・教育者。洲本中学校教諭心得、兵庫県津名郡三原郡組合立淡路高等女学校初代校長）
- 川端千枝（歌人。父親の出身地）
- 高塚信幸（洲本市在住）
- 棚橋小虎（労働運動家、政治家）
- 鄭承博（作家）
- 原田龍二（俳優）※2020年4月に「洲本市応援団長」を拝命したため
- 湊かなえ（作家、洲本市在住）
- 望月潤一（元プロ野球選手）
- 村上信夫（フランス料理シェフ、元帝国ホテル料理顧問。父親の出身地）
- 谷崎潤一郎（作家、『蓼喰ふ虫』を洲本で執筆）

## 洲本市が舞台となった小説・映画・テレビドラマ
- 瀬戸内少年野球団、小説・映画
- お登勢、小説・テレビドラマ
- 菜の花の沖、小説・テレビドラマ
- 千鳥、テレビドラマ
- 北の零年、映画
- 夏の終り、映画

## 洲本市が舞台となった漫画
- 由良COLORS（単行本はヤングキングコミックス、完全版はビームコミックス、作：藤堂裕）

## 洲本市が舞台となったゲーム
- ポートピア連続殺人事件（エニックス、作：堀井雄二）

## 参考資料
- 兵庫県総務部地方課 編『兵庫県市町村合併史 上』兵庫県、1962年。
- 大阪淡友会 編『淡路の歴史』1977年4月。
- 洲本市市長公室 編『洲本市』1986年。
- 兵庫県洲本市下清水町町内会 編『歴史の散歩道 : 兵庫県洲本市下清水町町内会誌』1978年3月。